# Kapetovci
Kapetovci (francouzsky Capétiens) jsou původem franský šlechtický rod, doložený již v 7. století. Kapetovci jsou největší evropskou a světovou vládnoucí dynastií, která obsadila zatím nejvíce trůnů a patřila v dějinách k nejvýznamnějším dynastiím. V současnosti vládnou ve Španělsku (větev Bourbon-Anjou) a de facto v Lucembursku (větev Bourbon-Parma). Ovšem ještě v nedávné historii (cca 18. a 19. století) vládli velkému počtu zemí, trůnů a rozdělili se na mnoho větví. Počtem obsazených trůnů překonávají Kapetovci i Habsburskou a později Habsbursko-lotrinskou dynastii, stejně tak i dynastii Oldenburků, Wettinů nebo Welfů.
Zakladatelem rodu Kapetovců je Hugo Kapet, známý jako „poslední franský král“ z dynastie Robertovců a první král Francie. Všichni panovníci z rodu Kapetovců jsou jeho potomky po meči, jelikož dynastie Kapetovců nikdy nevymřela, tak jako velká část tehdejších dynastií.

## Původ a jméno rodu

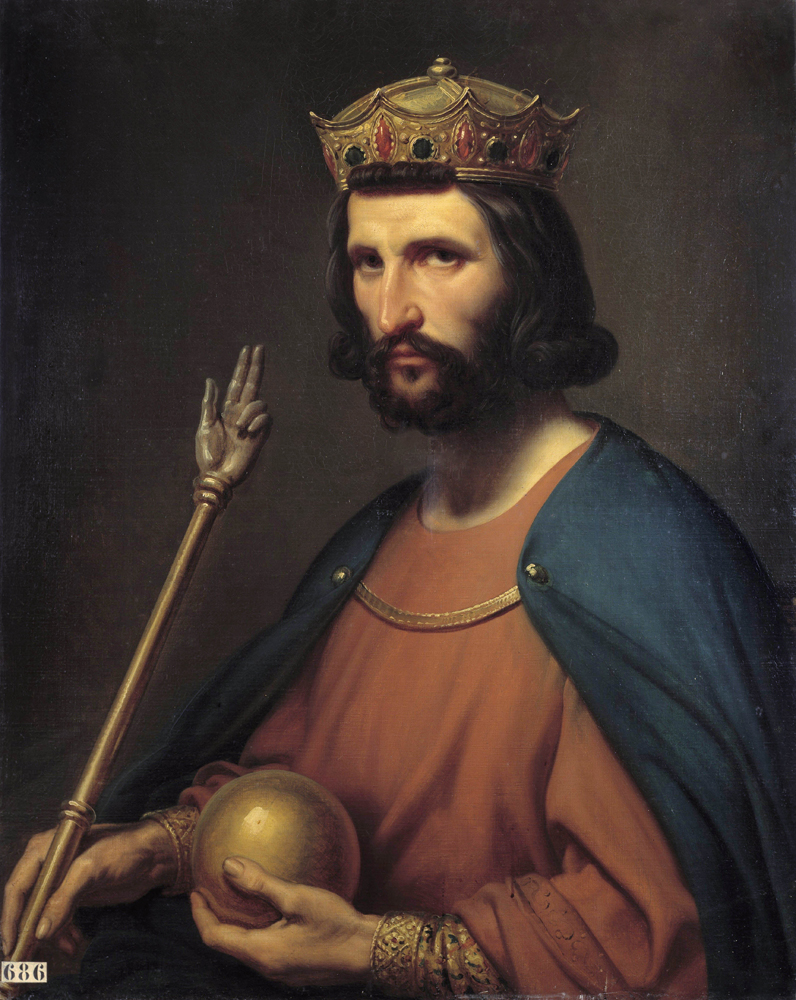
Hugo Kapet - zakladatel rodu a pravděpodobně první král Francie

Nejstarší členové rodu – tzv. Robertovci – byli věrnými vazaly panovníků z Karlovské dynastie. Jak moc této vládnoucí dynastie postupně upadala, získávali Robertovci politické výhody, což vyvrcholilo až prohlášením dvou Robertovců za krále, a to na úkor Karlovců – jednalo se o Oda (vládl 888 – 898) a Roberta I. (922 – 923). Zakladatelem dědičného královského rodu Kapetovců se pak stal Hugo Kapet, hrabě pařížský a vévoda Francie (Île-de-France), syn Huga Velikého, vévody Francie a vnuk krále Roberta I. z rodu Robertovců. Hugo Kapet byl zvolen králem roku 987 poté, co zemřel poslední západofranský král z dynastie Karlovců Ludvík V. Aby zabezpečil trůn svým potomkům, nechal již koncem roku 987 korunovat králem syna Roberta – praxe, kterou po něm převzali všichni Kapetovci až po Filipa II.
Název Kapetovci je odvozen od mnišského pláště, lat. cappa, připomínajícího plášť sv. Martina z Tours. Poprvé označil přídavným jménem cappatus, „plášť nosící“ kronikář Ademar z Chabannes kolem roku 1030 Huga Velikého, zřejmě jako narážku na jeho laické členství v opatství sv. Martina v Tours a dalších klášterech. Přízvisko Huga Velikého, otce zakladatele dynastie, se pro členy královského rodu začalo používat koncem 12. století.
Za velké francouzské revoluce se dávalo králi Ludvíkovi XVI. a členům královského rodu od protivníků monarchie jméno Capet, což mělo znamenati, že stali se prostými občany jako každý jiný.
Všichni žijící členové rodu odvozují svůj původ od Huga Kapeta. Dynastie vládla ve Francii v letech 987–1328 a přes své boční rodové linie až do roku 1848. Výjimkou bylo období Velké francouzské revoluce a vlády Napoleona.

## Původní Kapetovci

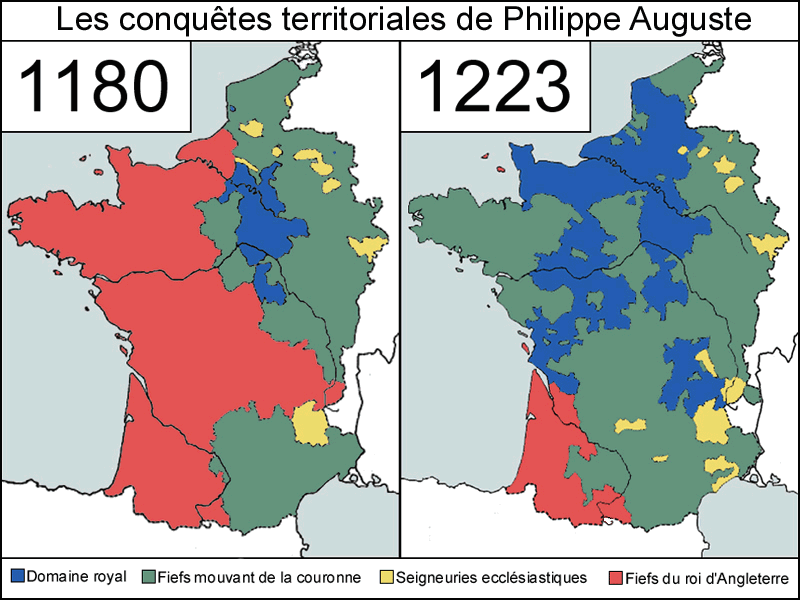
Zisky za vlády Filipa II.

Jediným synem Huga Kapeta byl právě Robert II. Francouzský. Hugo Kapet hned po svém nástupu na trůn roku 987 začal usilovat o Robertovu korunovaci. Jako důvod uvedl, že Francie potřebuje dva panovníky, pro případ, že by se Hugo už z výpravy proti Maurům nevrátil. Nakonec dosáhl svého a Robert byl již koncem roku 987 v Orléansu korunován francouzským králem. Část svých vladařských povinností převzal už roku 990, ale samostatně vládl až od roku 996, kdy jeho otec zemřel.
Po smrti Roberta II. nastoupil na trůn jeho druhorozený syn Jindřich I., původně vévoda Burgundský. Když i on zemřel nastoupil na trůn jeho nejstarší syn Filip I. Francouzský. Po něm nastoupil jeho syn Ludvík VI., po něm nastoupil jeho syn Ludvík VII., který se zúčastnil křížové výpravy v Palestině. Jeho syn král Filip II., přispěl ke sjednocení Francie a odstranění nebezpečného vlivu anglických panovníků na kontinentě. Během své vlády úspěšně získal zpět velkou část anglického kontinentálního panství. Jeho zásluhou je také modernizace Paříže, kde se zasadil například o vybudování Louvru a dalších významných památek.
Syn Filipa II. král Ludvík VIII. se v letech 1213–1217 pokusil za podpory rozhořčené anglické šlechty a skotského krále Alexandra II. kandidovat na anglický trůn Jana Bezzemka. Ambiciózní plán Ludvíkovi díky protistraně vedené Vilémem le Maréchal nevyšel a po nuceném odchodu z anglické půdy musel na otcovo přání vyrazit na jih Francie získat slib věrnosti od Simona z Montfortu. Ludvíkův syn pozdější král Ludvík IX., se za své vlády zúčastnil se dvou křížových výprav z nichž ani jedna nebyla příliš úspěšná, provedl mnoho reforem francouzského království a byl pro svůj příkladný život plný odříkání svatořečen.
Jeho syn Filip III. se v letech 1272–1273 s podporou strýce Karla z Anjou pokoušel získat římskoněmeckou korunu. Marně, římským králem se stal švábský hrabě Rudolf, zakladatel mocné habsburské říše.
Filipův syn Filip IV. Sličný vedl válku Eduardem I. Anglickým o Gaskoňsko, dočasně ovládl Flandry (1302 poražen u Kortrijku). Mocenský konflikt s papežem Bonifácem VIII. (asi 1230 – 1303) vyústil 1305 v papežovo zajetí a prosazení Francouze Klimenta V. († 1314) na papežský stolec (od 1309 papežská rezidence byla přenesena do Avignonu).
Naopak jeho syn Ludvík X., hrabě ze Champagne získal již v roce 1305 jako první Kapetovec titul navarrského krále. Jeho jediný syn Jan I. Francouzský nazývaný "Pohrobek" se v den svého narození stal králem francouzským a navarrským, jímž zůstal až do své smrti o pět dní později. Po jeho smrti se stal francouzským (a navarrským) králem jeho strýc a bratr Ludvíka X. Filip V. Po jeho smrti nastoupil na trůn další z bratrů, a to Karel IV., poslední přímý Kapetovec na francouzském trůnu. Po jeho smrti v roce 1328 vymřela původní francouzská linie Kapetovců.
Král zpočátku udržoval mír s Anglií, upevňoval panovnickou moc a navázal úzké vztahy s českými Lucemburky. Na jeho dvoře vyrůstal Václav, budoucí český král Karel IV. K jeho předním rádcům u dvora patřil v té době Karel z Valois, někdejší krátkodobý král aragonský, jehož syn Filip dosedl po smrti Karla IV. na francouzský trůn. Za Karla IV. rovněž vzniklo bourbonské dominium, když král udělil Ludvíkovi z Clermontu, členovi vedlejší větve Kapetovců, hrabství La Marche a povolil mu užívat titul vévoda bourbonský.
Karel IV. v závěru vlády pomohl své sestře Isabele svrhnout anglického krále Eduarda II. a dosadit k moci mladého Eduarda III. Když pak v únoru 1328 král Karel ve čtyřiatřiceti letech zemřel, zůstal francouzský trůn určitou dobu uprázdněný, protože královna Jana byla těhotná – teprve když v dubnu porodila holčičku, rozběhly se přípravy na volbu nového panovníka naplno.Tím se stal již zmíněný Filip VI. z vedlejší rodové linie Valois.
- Hugo Kapet – (987–996)
- Robert II. – (996–1031)
- Jindřich I. – (1031–1060)
- Filip I. – (1060–1108)
- Ludvík VI. – (1108–1137)
- Ludvík VII. – (1137–1180)
- Filip II. – (1180–1223)
- Ludvík VIII. – (1223–1226)
- Ludvík IX. – (1226–1270)
- Filip III. – (1270–1285)
- Filip IV. – (1285–1314)
- Ludvík X. – (1314–1316), jako Ludvík I. také král navarrský (1305–1316) a hrabě ze Champagne (1305–1316)
- Jan I. – (1316–1316), králem pouze pět dnů
- Filip V. – (1316–1322)
- Karel IV. – (1322–1328)

Galerie
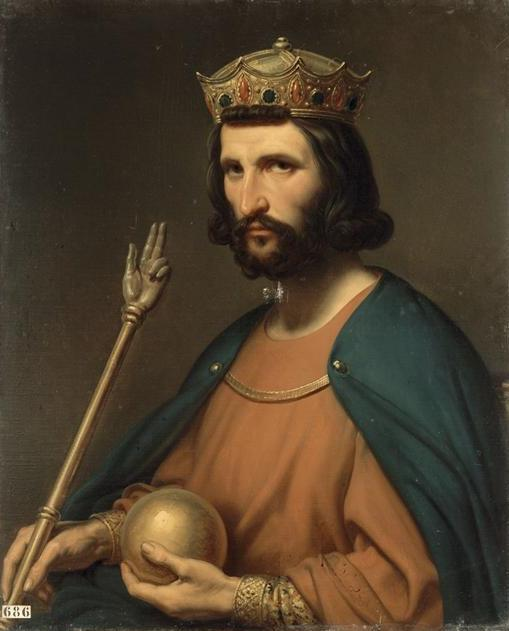
Hugo Kapet
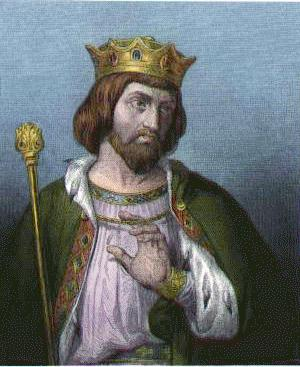
Robert II.
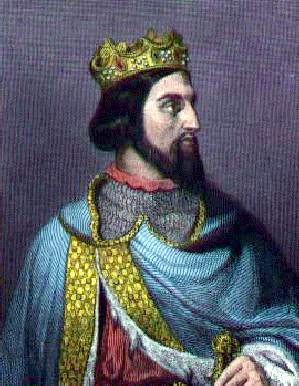
Jindřich I.
Filip I.
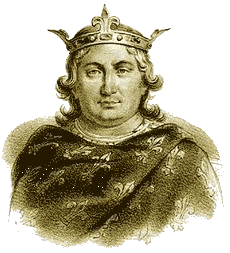
Ludvík VI.
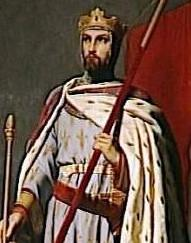
Ludvík VII.
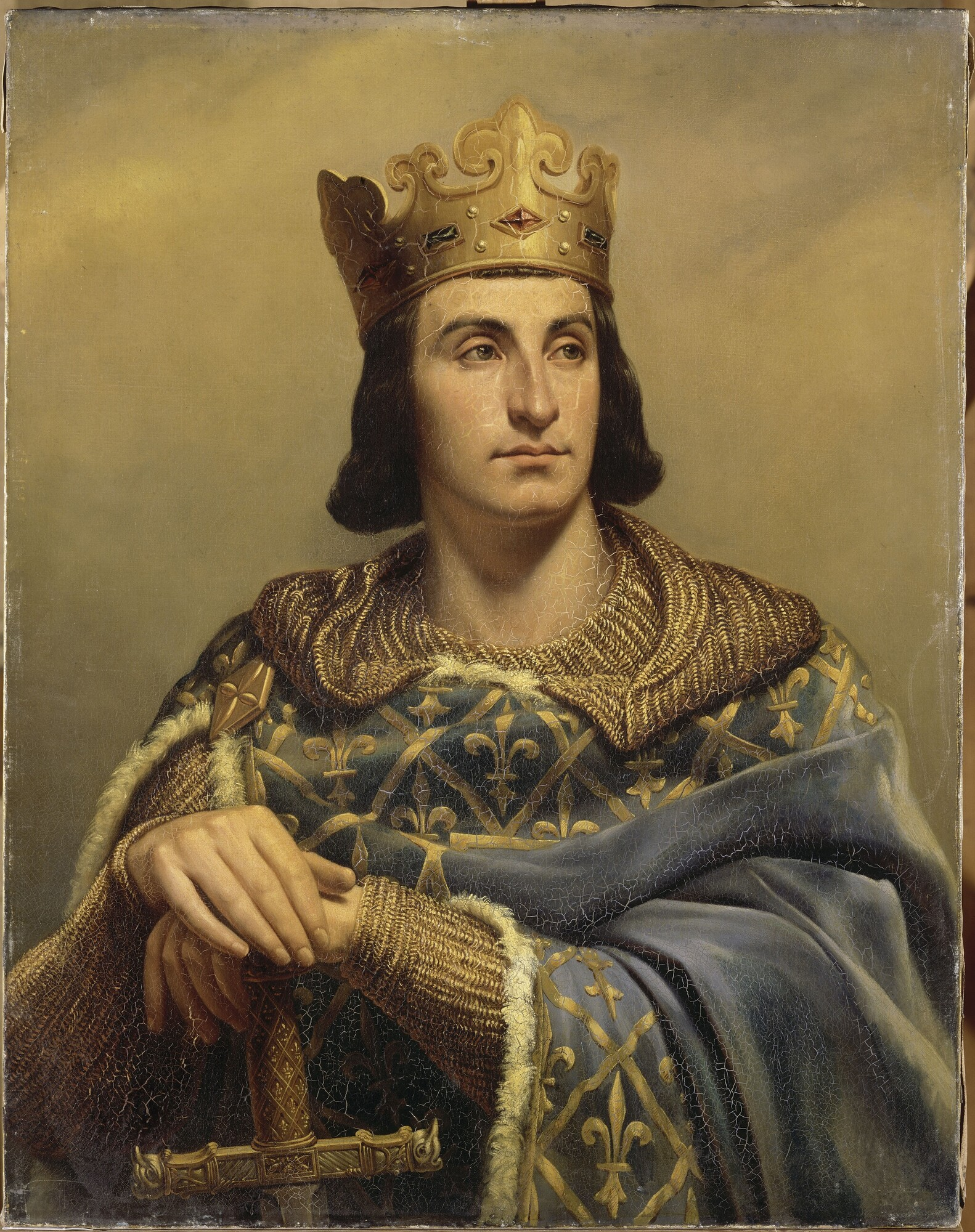
Filip II.
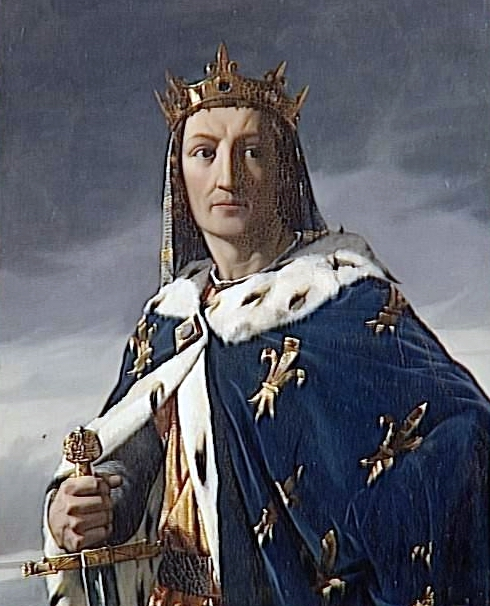
Ludvík VIII.
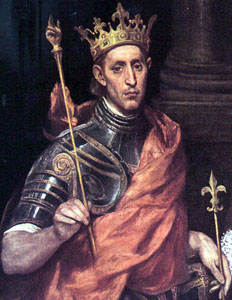
Ludvík IX.
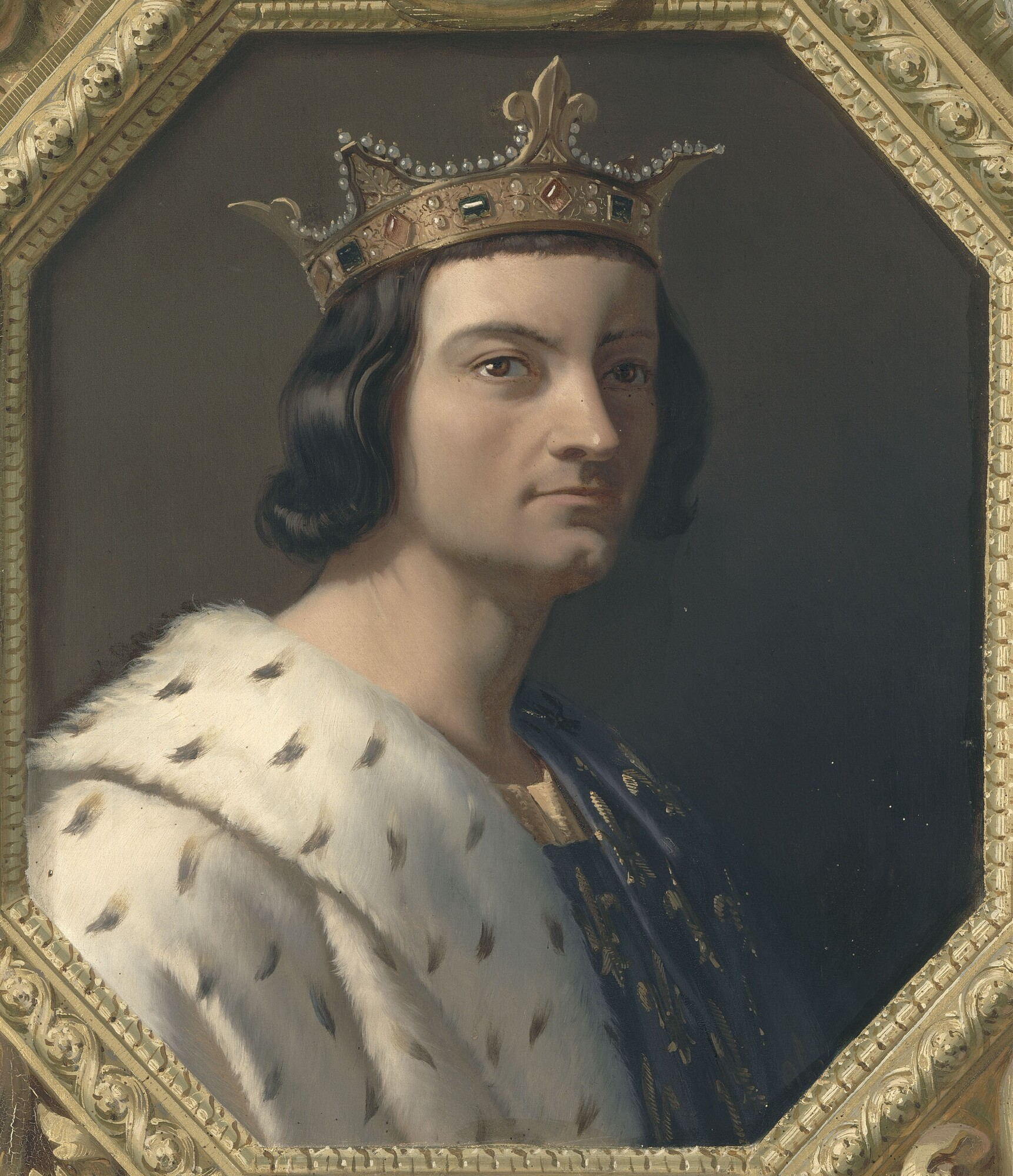
Filip III.
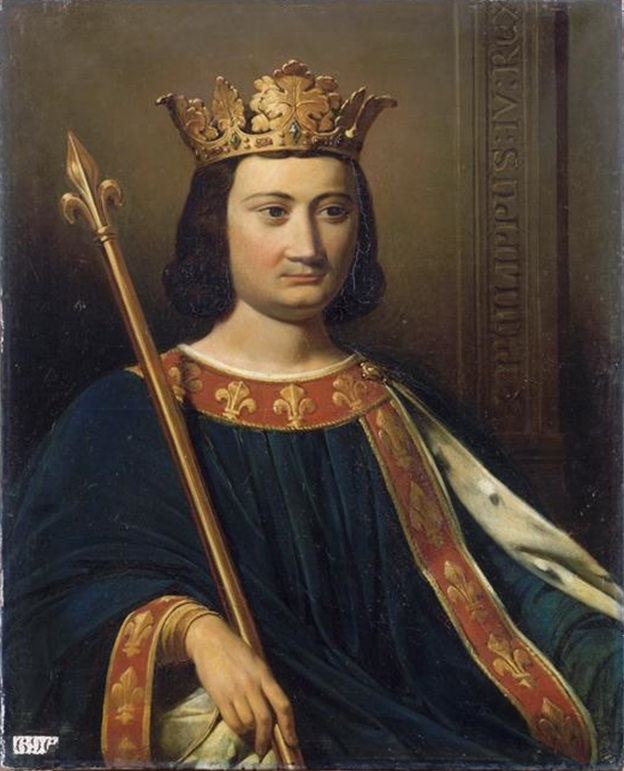
Filip IV.
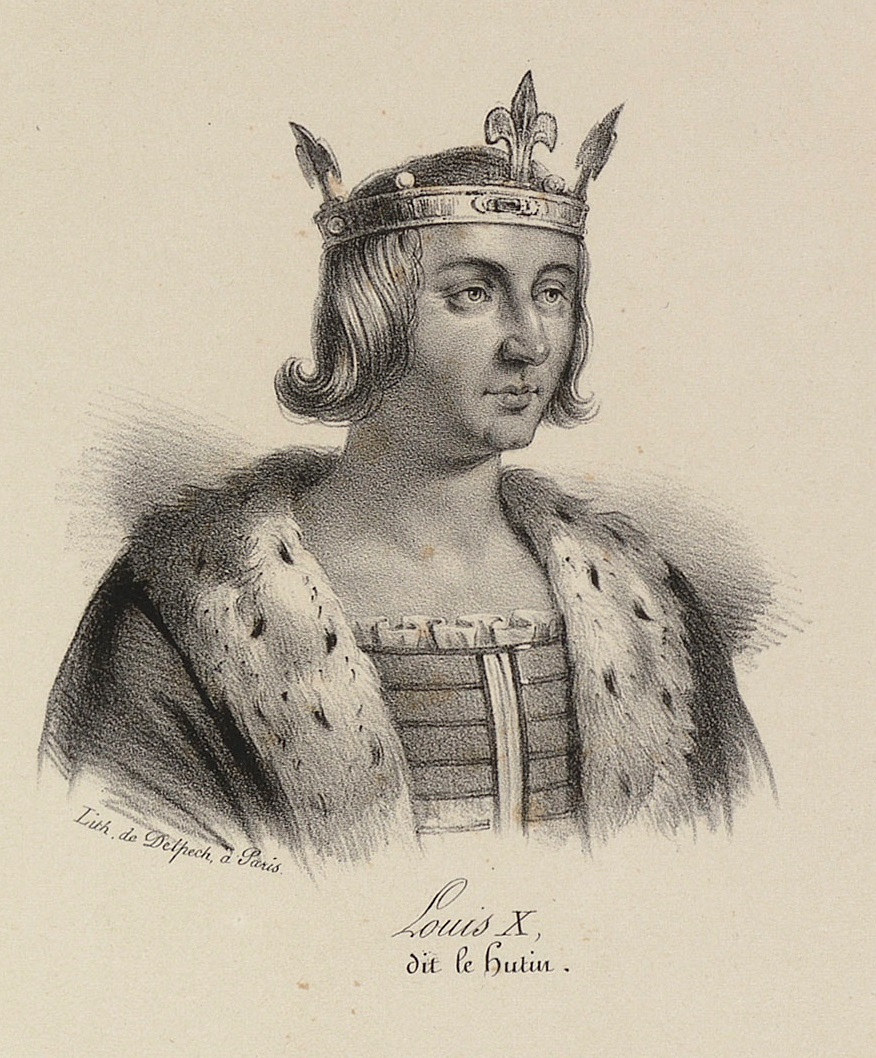
Ludvík X.
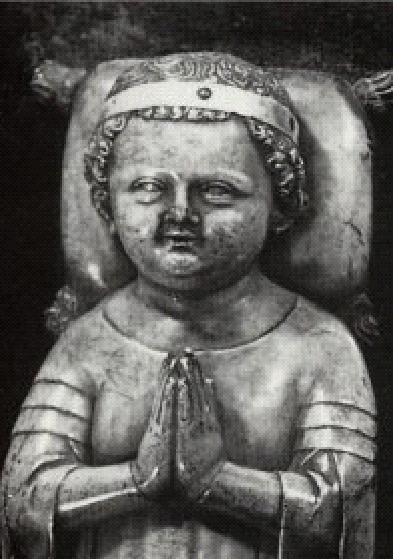
Jan I.
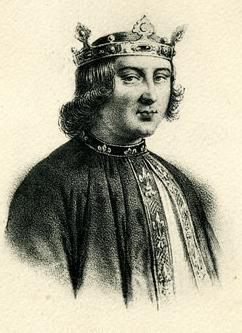
Filip V.
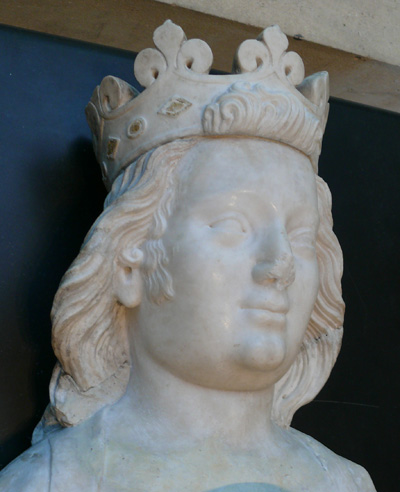
Karel IV

## Vedlejší linie Kapetovců

### Dynastie Anjou (Kapet-Anjou)
Jako Anjouovci bylo označováno několik větví Kapetovců původem z hrabství Anjou.
Starší větev Kapetovsko-Anjouovské dynastie, zejména ve střední Evropě označovaná jako Anjouovci, byla vedlejší větví rodu Kapetovců založená Karlem, mladším bratrem francouzského krále Ludvíka IX. Vládla od roku 1245 v Provenci, od roku 1246 v Anjou, od roku 1266 v Neapolsku a Sicílii, od roku 1308 v Uhrách a od roku 1370 v Polsku.
V roce 1246 byl mladší bratr krále Ludvíka IX. princ Karel jmenován hrabětem z Anjou (odtud název Anjouovci). Roku 1266 udělila papežská kurie Sicilské království v léno právě Karlovi. Vládu v království však neudržel dlouho. Roku 1282 vypuklo proti Francouzům rozsáhlé povstání na Sicílii, které vešlo do dějin pod názvem sicilské nešpory. Jako svého krále přijali vzbouření Sicilané Manfredova zetě, aragonského krále Petra III. Ten ovšem ovládl pouze ostrov Sicílii, zatímco pevninská část království zůstala v anjouovských rukou. V roce 1282 tak Karel z Anjou ztratil titul sicilského krále, ale jako neapolský král se na trůně udržel. Jeho následníci vládli Neapoli až do roku 1435 (oficiálně jako Sicilští králové, v de facto, ale jako neapolští králové). Po dvaceti letech bojů byla roku 1302 uzavřena mírová smlouva, kterou byla uznána samostatnost ostrovního Sicilského království v čele s aragonskou dynastií.
Dynastie Anjouvců vymřela v hlavní linii po meči Ladislavem Neapolským v roce 1414, v ženské linii pak jeho sestrou Johanou II. v roce 1435. Neapolská linie vymřela roku smrtí krále Reného I. a neapolský trůn pak získal aragonský král Alfons V.

#### Sicilští králové (resp. později neapolští)
- Karel I. z Anjou – (1266–1282–1285), také král jeruzalémský, od roku 1282 neapolský král
- Karel II. – (1285–1309), jeho syn
- Robert I. – (1309–1343)
- Johana I. – (1343–1382)
- Karel III. – (1382–1386), také kníže achajský, král uherský
- Ludvík I. – (1386–1414), syn francouzského krále Jana II.
- Johana II. – (1414–1435)
- René I. – (1435–1442)

#### Uherští králové
Dynastie Kapet-Anjou zahrnovala i větev, která vládla Uhrám v letech 1308–1385, 1386–1395) (Karel I. Robert, Ludvík I. Veliký a Marie Uherská) a Polsku v letech 1370–1399 (Ludvík I. Veliký a Hedvika z Anjou). Tarentští Anjouovci byli titulárními vládci Latinského císařství) a dračští Anjouovci vládli Neapoli v letech 1382–1435 a Uhersku v letech 1385–1386 (Karel II. Drački).
- Ludvík I. Veliký – (1342–1382), od roku 1370 také polský král
- Marie Uherská – (1382–1385/1395), jeho nejstarší dcera

### Burgundští (burgundská dynastie)
Burgundská dynastie byla jednou z vedlejších větví rodu Kapetovců. Zakladatelem je Robert I. Burgundský syn francouzského krále Roberta II a bratr krále Jindřicha I. Ten založil burgundskou linii tím, že se stal v roce 1032 burgundským vévodou. Vévodství obdržel jako mírové urovnání, díky spornému nástupnictví na trůn Francie se svým bratrem králem Jindřichem. Vnuk vévody Roberta I. se stal v roce 1093 portugalským hrabětem a založil tak portugalskou linii rodu Burgundů, viz níže.
Kapetovci v Burgundsku vládli bezproblémově a legitimně po 12 generací, než tato větev rodu vévodou Filipem I. v roce 1361 vymřela.
Burgundští vévodové z burgundské dynastie
- Robert I. Burgundský – (1032–1076), zakladatel dynastie
- Hugo I. Burgundský – (1076–1079), syn Jindřicha I. Francouzského
- Odo I. Burgundský – (1079–1103), jeho bratr
- Hugo II. Burgundský – (1103–1143)
- Odo II. Burgundský – (1143–1162)
- Hugo III. Burgundský – (1162–1192)
- Odo III. Burgundský – (1192–1218)
- Hugo IV. Burgundský – (1218–1271)
- Robert II. Burgundský – (1271–1306)
- Hugo V. Burgundský – (1306–1315)
- Odo IV. Burgundský – (1315–1350)
- Filip I. Burgundský – (1350–1361), vymřela s ním hlavní linie

Portugalští panovníci z burgundské dynastie (Alfonsinská dynastie)
Vnuk vévody Roberta I., Jindřich Burgundský založil v roce 1093 Portugalské hrabství, zprvu podléhající Království León. Jindřich Burgundský zemřel roku 1112 a regentkou portugalského hrabství se na příštích čtrnáct let, kdy bylo jeho synu Alfonsovi cca 16–19 let, stala královna matka Tereza Kastilská (levobočná dcera Alfonse VI. Kastilského). Mladičký hrabě Alfons roku 1128 vyhlásil nezávislost Portugalska a po vítězné bitvě u Ourique byl vojskem provolán za krále Portugalska. Alfons I. Portugalský byl oficiálně krále uznán ze strany papeže v roce 1139.
Portugalská větev burgundské dynastie bývá také nazývána jako Alfonsinská dynastie.
Burgundští panovali v Portugalsku více než dvě století, poslední král Ferdinand I., který zemřel v roce 1383, měl však pouze dceru Beatrix, jejíž manžel kastilský král Jan I. nedokázal nárok na trůn obhájit. Trůn tak získal nemanželský syn krále Petra I., který byl zakladatelem dynastie Aviz Jan I.
- Jindřich Burgundský – (1103–1112), hrabě
- Alfons I. Portugalský – (1112–1139–1185), od roku 1139 král Portugalský
- Sancho I. Portugalský – (1185–1211)
- Alfons II. Portugalský – (1211–1223)
- Sancho II. Portugalský – (1223–1248)
- Alfons III. Portugalský – (1248–1279), první král užívající titul král Portugalska a Algarves
- Dinis I. Portugalský – (1279–1325)
- Alfons IV. Portugalský – (1325–1357)
- Petr I. Portugalský – (1357–1367)
- Ferdinand I. Portugalský – (1367–1383)

Galerie
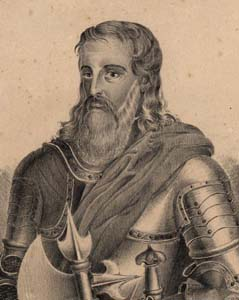
Jindřich
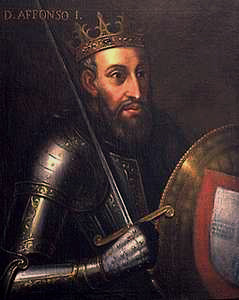
Alfons I.
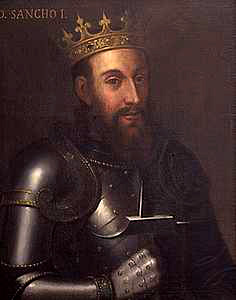
Sancho I.
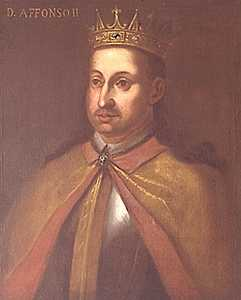
Alfons II.
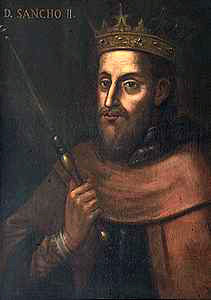
Sancho II.
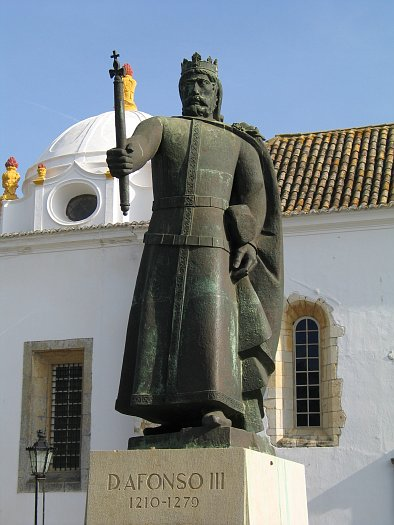
Alfons III.
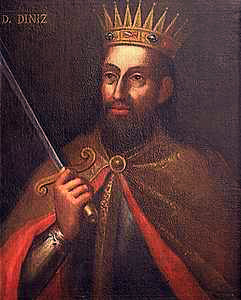
Dinis I.
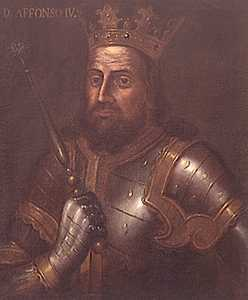
Alfons IV.
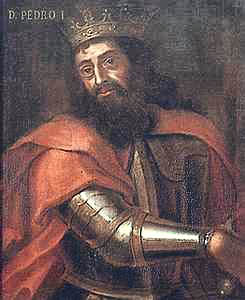
Petr I.
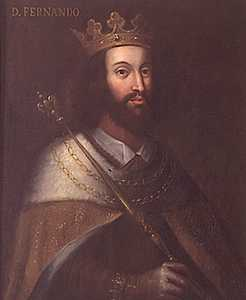
Ferdinand I.

#### Dynastie Avis
Dynastie Avis byla vedlejší a nemanželskou linii předchozí portugalské královské dynastie burgundské (která sama byla větví francouzského královského rodu Kapetovců). Portugalsku vládla v letech 1385 až 1580. Jejím zakladatelem a prvním portugalským králem z této dynastie byl Jan I., nemanželský syn krále Petra I.
Dynastie Avizů bývá občas nazývána jako Janovská dynastie. Avizové vládly v Portugalsku dvě století. Konec jejich vlády začal v roce 1578, kdy padl během bitvy s marockými muslimy mladý král Sebastián I. Na trůn nastoupil jeho prastrýc Jindřich, ale ten nedlouho poté zemřel. O portugalský trůn propuká spor mezi třemi vnuky krále Manuela I.: Filipem II., králem španělským, Kateřinou, vévodkyní z Braganzy a převorem kláštera v Cratu Antonínem. I přes odbojovou činnost převora Antonína a celkové protišpanělské tendence lidu, podlehla portugalská šlechta tlaku Filipa II. a roku 1581 jej v Tomaru slavnostně provolala portugalským králem pod jménem Filip I.
V letech 1580–1640 tak bylo Portugalsko v personální unii se Španělskem nazývanou jako Iberská unie. Za tu dobu se vystřídali tři králové a to: Filip I. (II.), Filip II. (IV.) a Filip III. (IV. jako španělský král). Poté se konečně dostali na trůn legitimnější vévodové z Braganzy (viz níže).
Portugalští králové z dynastie Avis 
- Jan I. – (1385–1433)
- Eduard I. – (1433–1438)
- Alfons V. – (1438–1481)
- Jan II. – (1481–1495)
- Manuel I. – (1495–1521)
- Jan III. – (1521–1557)
- Sebastián I. – (1557–1578)
- Jindřich I. – (1578–1580)
- Antonín I. – (pouze 1580)

Galerie
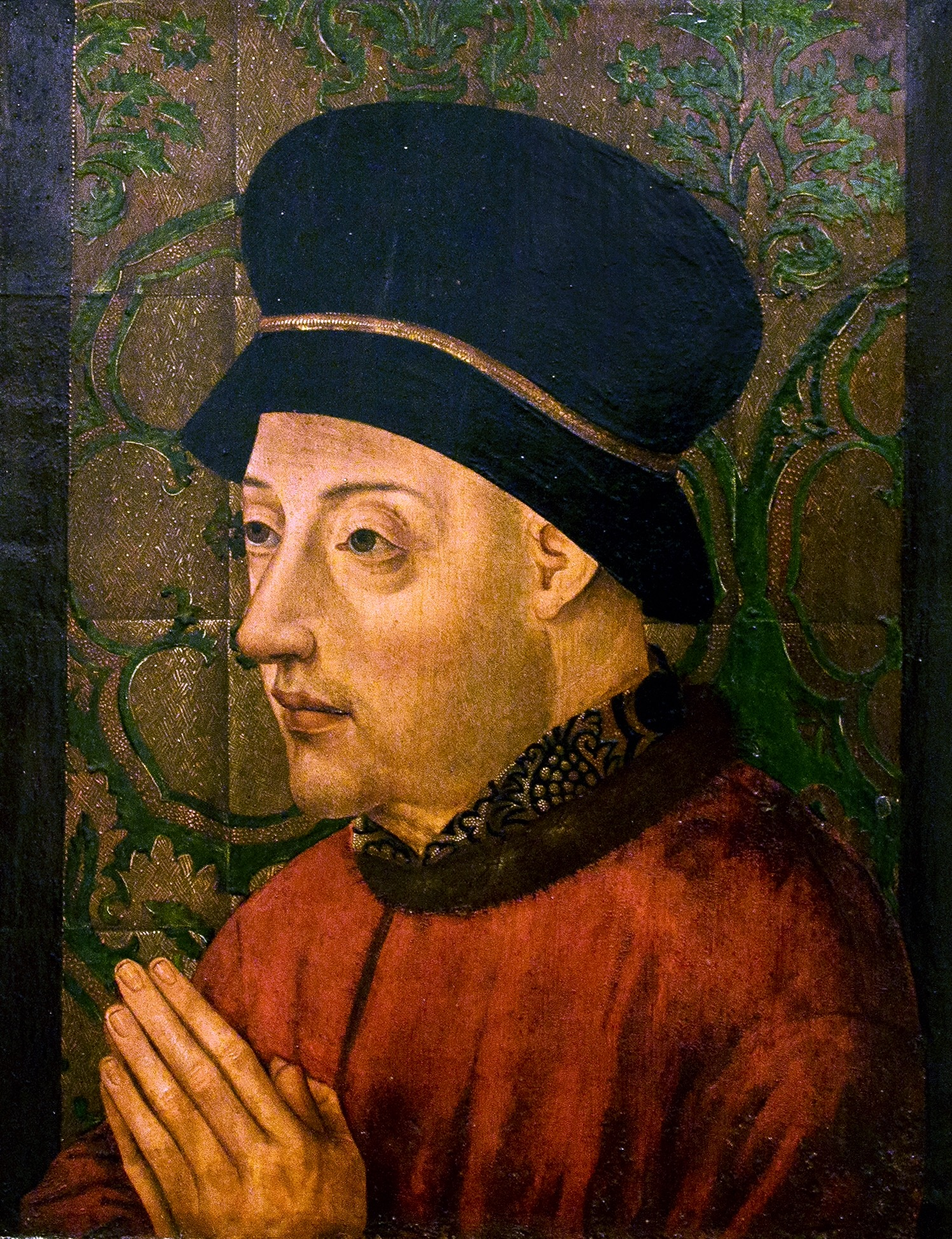
Jan I.
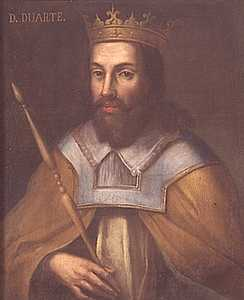
Eduard I.
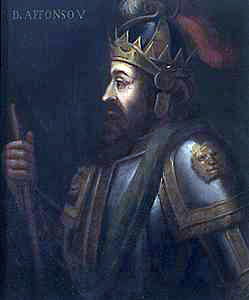
Alfons V.
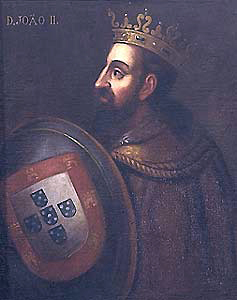
Jan II.
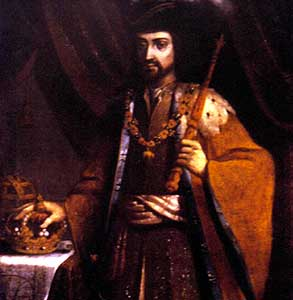
Manuel I.
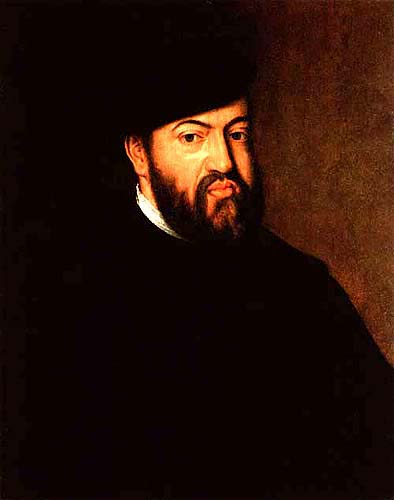
Jan III.
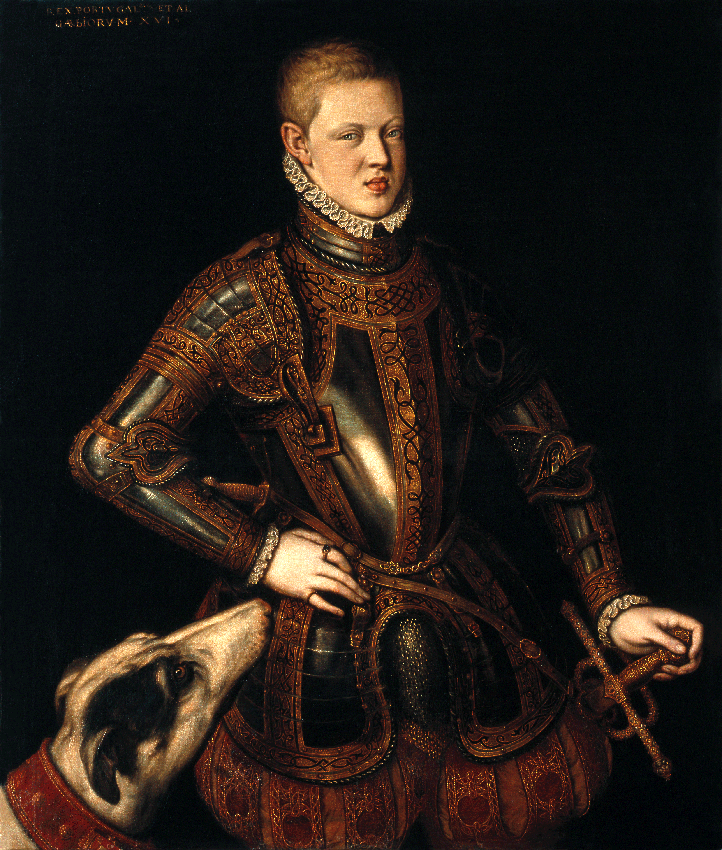
Sebastián I.
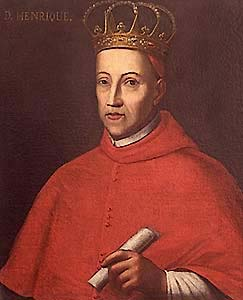
Jindřich I.
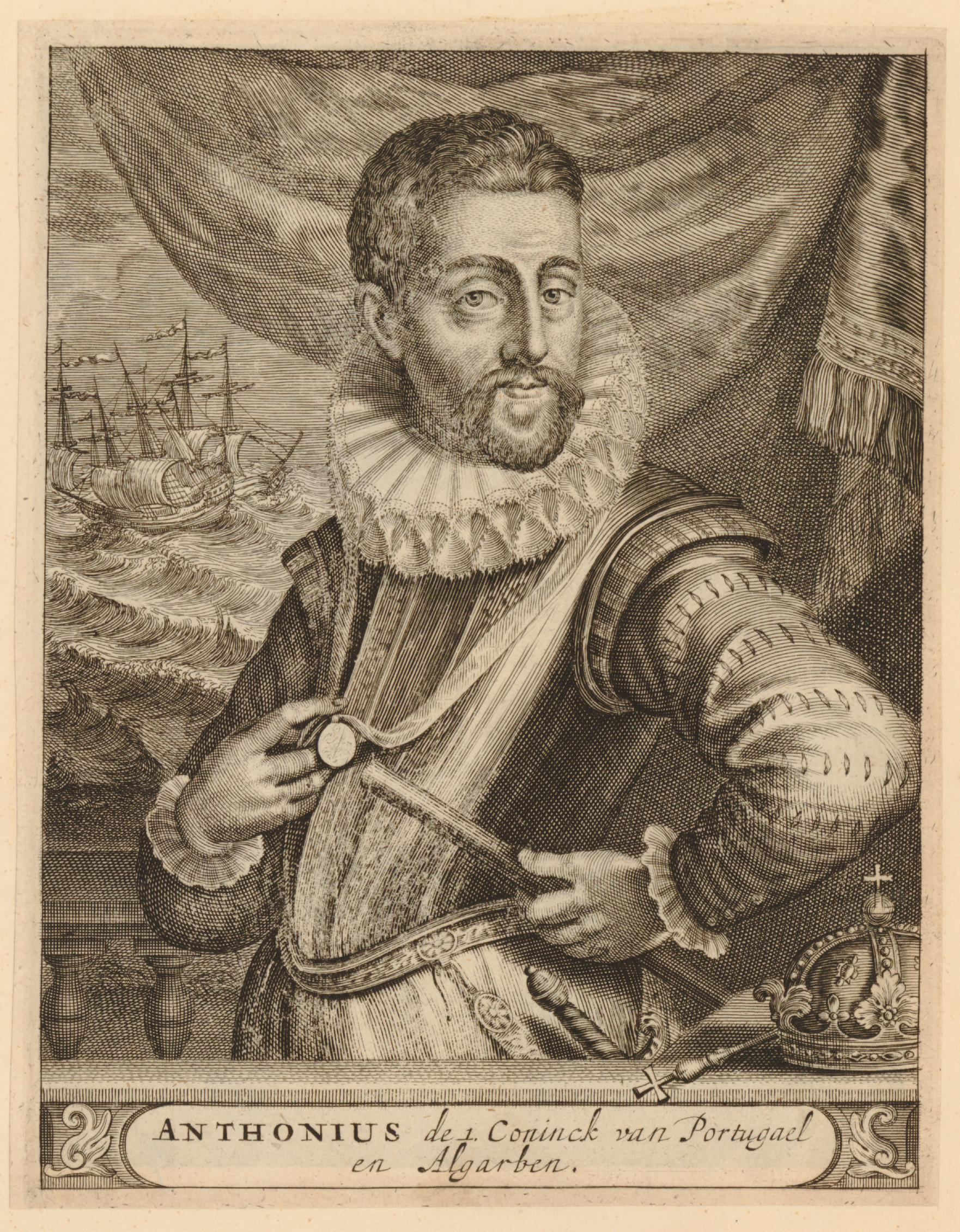
Antonín I.

#### Braganza
Dynastie Braganza byla vedlejší nemanželskou linií dynastie Avis. Zakladatelem dynastie byl Alfons z Braganzy, nemanželský syn portugalského krále Jana I. zakladatele dynastie Aviz Po vymření hlavní linie dynastie Avis se stala dědičkou portugalského trůnu Kateřina Portugalská vnučka krále Manuela I. Ta se v roce 1563 provdala za Jana, 6. vévodu z Braganzy. Jejich syn Théodos, vévoda z Braganzy se stal legitimním následníkem portugalského trůnu. V ženské linii byl potomkem krále Manuela I. a v mužské linii byl potomkem krále Jana I. Portugalského.
A právě Théodosův syn Jan se po pádu Habsburků v roce 1640 stal portugalským králem Janem IV. Jeho sok Habsburk Filip IV. Španělský, který pocházel rovněž od Manuela I. Portugalského, ovšem po ženské linii, kraloval v Portugalsku, když byl zdědil trůn po svém otci a svém dědovi. Mohutná revoluce a spiknutí vedené Janem, zbavila v roce 1640 Portugalsko španělské nadvlády. Vévoda z Braganzy Jan lidem prohlášen a následně stavy stvrzen králem pod jménem Jan IV. Portugalský.
Z dynastie Braganza pocházely jediné dvě portugalské vládnoucí královny Marie I. a Marie II.
Král Josef I. Portugalský měl čtyři dcery, ale žádného mužského potomka, měl však také mladšího bratra Petra; stál tak před volbou, zda má trůn zdědit jeho nejstarší dcera Marie, nebo jeho mladší bratr Petr. Z dynastických důvodů se tedy 6. června 1760 Petr oženil se svou neteří Marií I. Portugalskou. Jejich sňatek, pro který z důvodu blízké příbuznosti bylo nutno získat papežský dispens, vyloučil všechny pochybnosti o následnictví. Po jeho smrti na trůn nastoupila jeho dcera Marie a její manžel, Josefův bratr Petr, se stal spoluvladařem jako Petr III., i když ten se o vládu tolik nezajímal.
V březnu roku 1826 se brazilský císař Pedro I. stal po smrti svého otce Jana VI. portugalským králem jako Petr IV. Krátce na to byl v květnu téhož roku donucen portugalským parlamentem k abdikaci ve prospěch jeho dcery Marie, které v té době bylo pouze 7 let. Jako regent vládla jeho sestra Isabela Marie de Braganza. Tím byl rozdělen nárok na portugalský a brazilský trůn mezi děti Petra I. Brazilského. Portugalský trůn získala pro své potomky Marie II. a brazilský zas Pedro II.
Portugalští králové z dynastie Braganza
- Jan IV. – (1640–1656)
- Alfons VI. – (1656–1675)
  - regent v letech 1656–1662, matka Luisa de Guzmán
  - regent v letech 1667–1683, budoucí král a bratr Petr II.
- Petr II. – (1675–1706)
- Jan V. – (1706–1750)
- Josef I. – (1750–1777)
  - regent v letech 1774–1777 manželka Mariana Viktorie Španělská
- Marie I. – (1777–1816)
  - Petr III. – (1777–1816), společně s Marií I.

- Jan VI. – (1816–1826)
- Petr IV. – (pouze 1826)

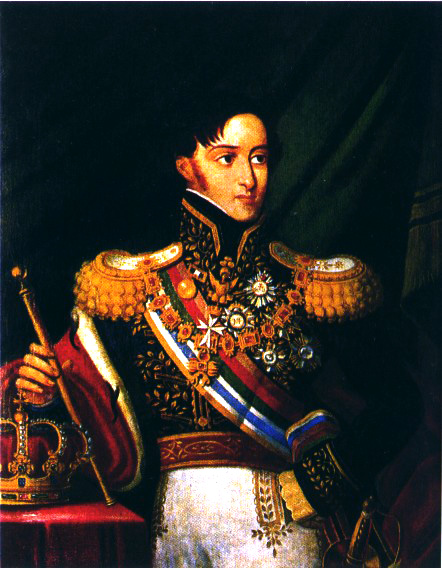
král Michal I.

  - regent (sestra Isabela Marie de Bragança)
- Marie II. – (1826–1828)
- Michal I. – (1828–1834), vzdorokrál
- Marie II. – (1834–1853)
  - Ferdinand II. – (1837–1853), společně s Marií II.

Vznášející nárok na trůn od roku 1828 a hlavy dynastie Braganza po roce 1932 (Michaelovská linie)
Druhorozený syn krále Jana VI. konzervativní princ Michal vedl dvě vzpoury proti otci v roce 1820. V roce 1826 byl zasnoubený s jeho mladou neteří Marií II. Michal I. (Miguel) se následně prohlásil sám králem (26. února 1828) a poté nastoupil na trůn jako jediný monarcha (23. června 1828). Miguel snažil se získat mezinárodní podporu pro jeho režim, ale to se mu nakonec nepodařilo. Po tříleté občanské válce, byl Michal I. nucený odstoupit v Évora Monte 26. května 1834. Poté Ústava z roku 1838, ve svém článku 98, kategoricky vyloučila linii krále Miguela I. (Michala) a jeho potomky z následnictví.
Nicméně on a jeho potomci si dále nárokovali portugalský trůn (a titul vévody z Braganzy), který sice technicky připadl dynastii Wettinů, i když se stále považovali za krále z rodu Braganza. Když v roce zemřel poslední portugalský král Manuel II. bez potomků a tím vymřela linie Braganza-Sasko-Coburg-Gotha získali potomci krále Michala I. po dohodě s bývalým krále Manuelem II. nárok na trůn a ten se tak vrátil dynastii Braganza.
- Michal I. – (1834–1866), král v letech 1828–1834
- Miguel, vévoda z Braganzy – (1866–1927), jeho syn
- Duarte Nuno, vévoda z Braganzy – (1927–1976), od roku 1932 hlava celého rodu Braganzů
- Duarte Pio, vévoda z Braganzy – (od 1976), jeho syn

Galerie
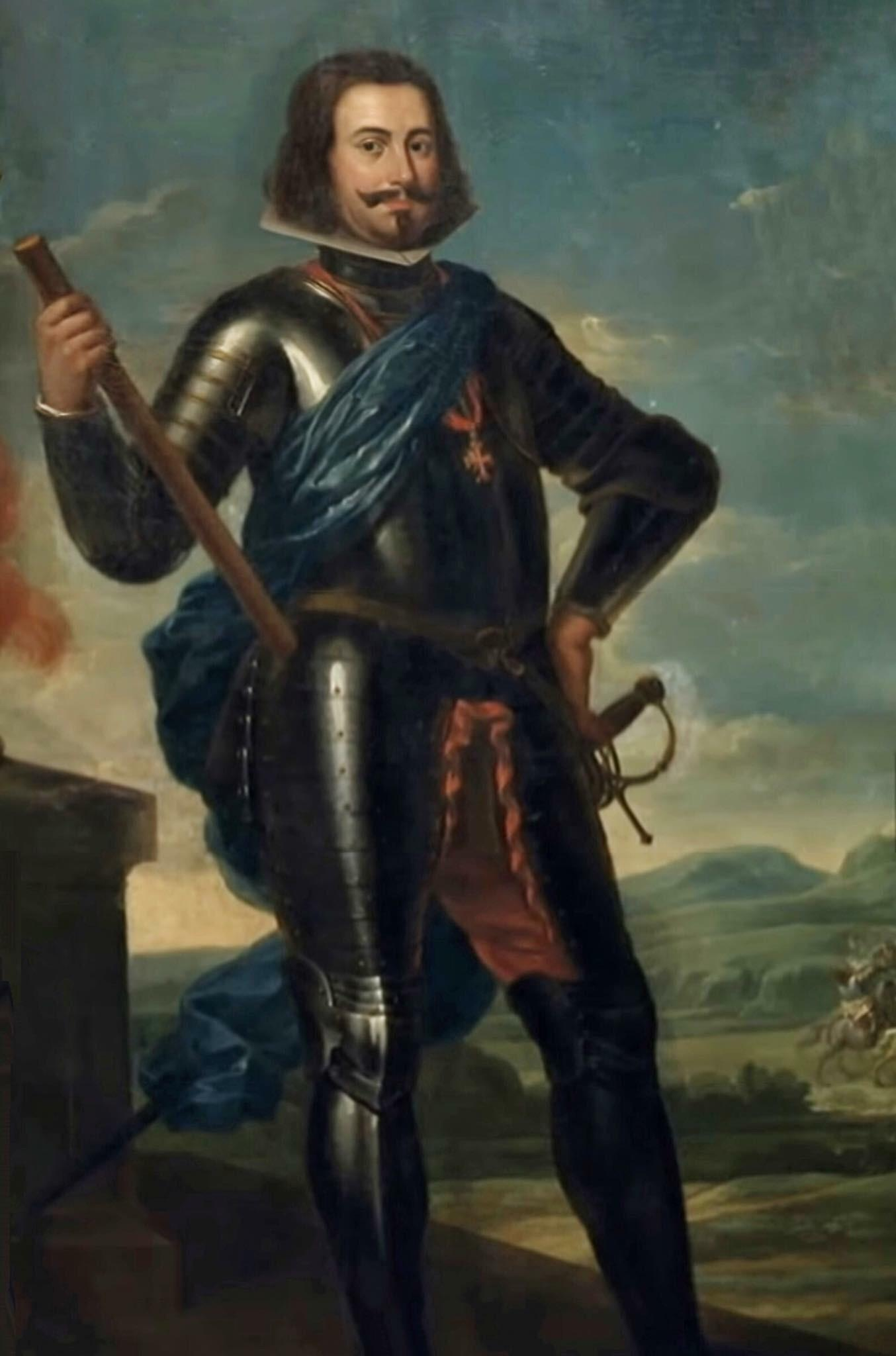
Jan IV.
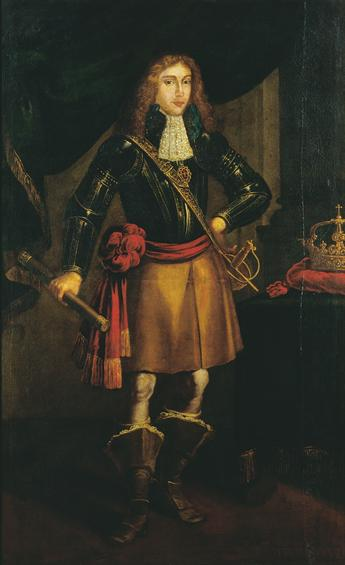
Alfons VI.
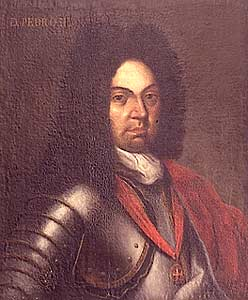
Petr II.
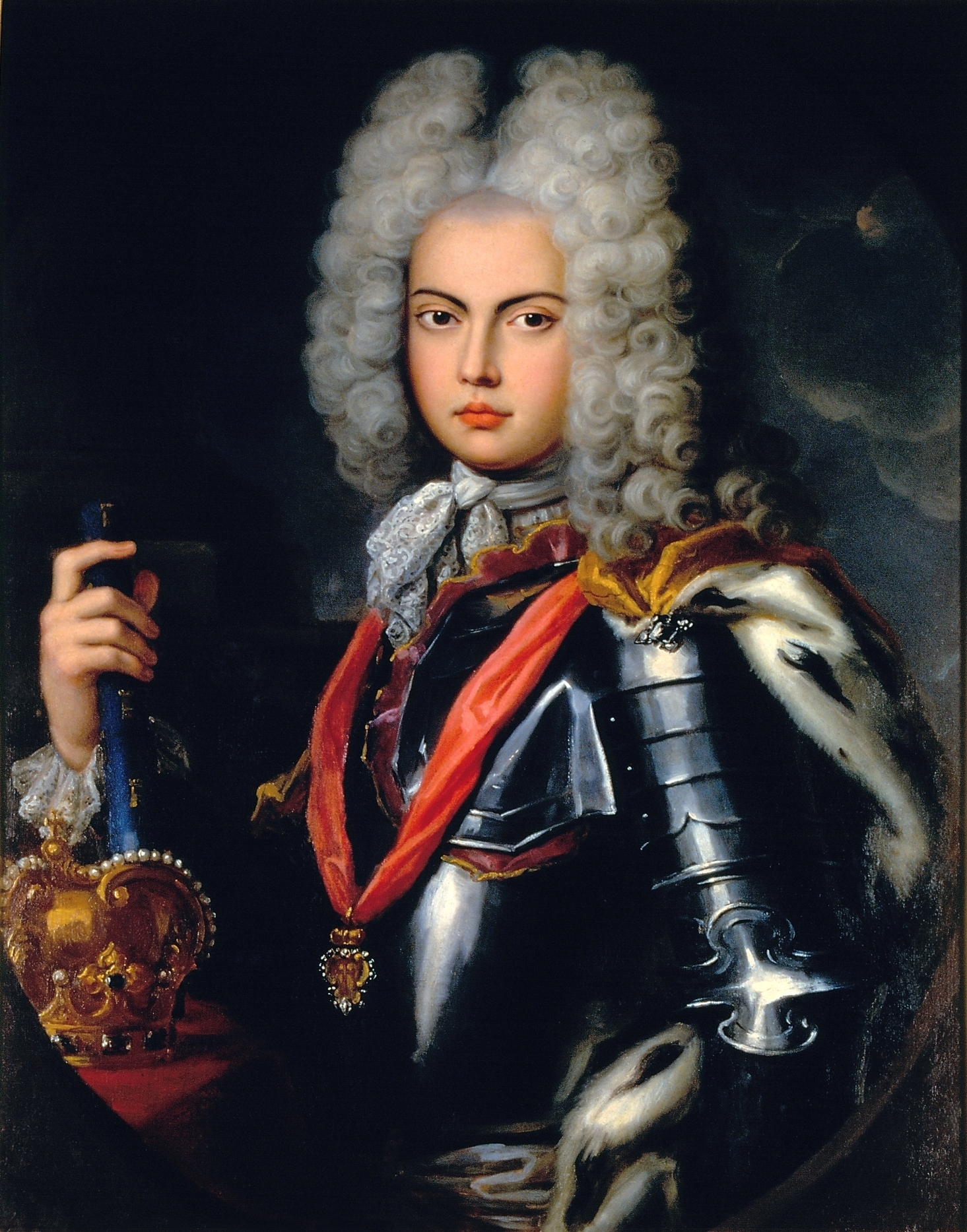
Jan V.
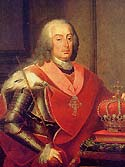
Josef I.
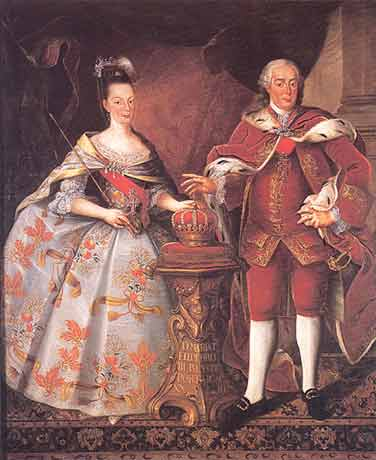
Marie I. a Petr III.
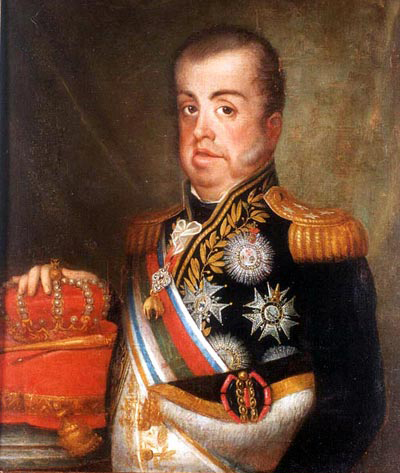
Jan VI.
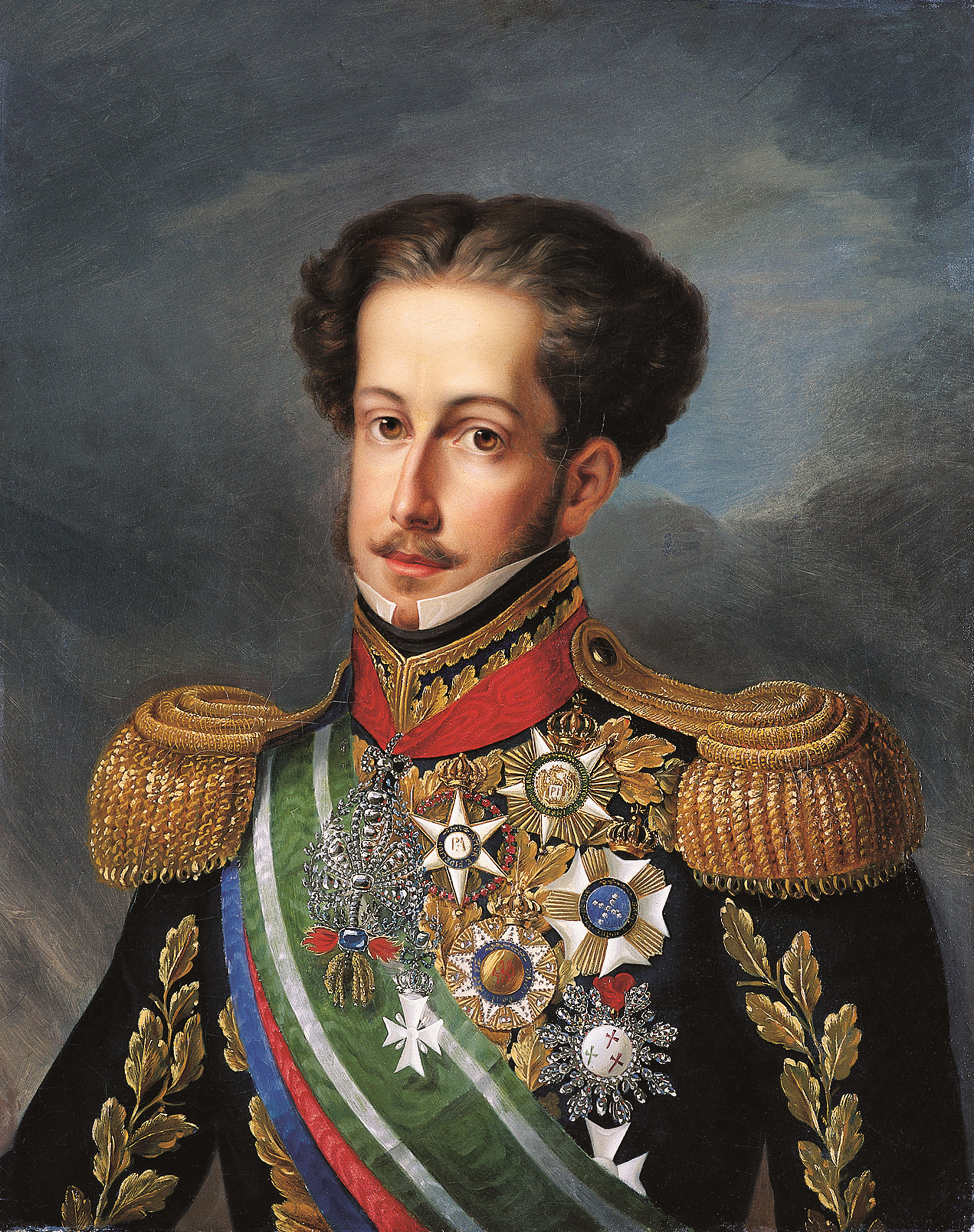
Petr IV.
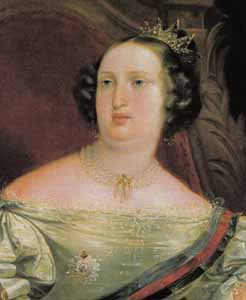
Marie II.
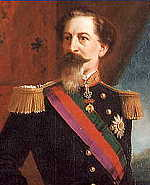
Ferdinand II.

Brazilští panovnící z dynastie Braganza
V říjnu 1807 po obsazení Lisabonu vojskem Napoleona Bonaparta uprchl portugalský regent princ Jan spolu se svou matkou královnou Marií I. a dvorem s asi 15 000 dvořany do tehdejšího portugalské kolonie Brazílie. Po tomto přesunu královského rodu do Brazílie, bylo učiněno zrovnoprávnění brazilské kolonie s Portugalským královstvím a bylo utvořeno Spojené království Portugalska, Brazílie a Algarves. V roce 1815 vyhlásil Jan VI. Brazílii za rovnoprávné království pod portugalskou korunou.
Po Napoleonově pádu v roce zasedla v Portugalsku prozatímní vláda, která v roce 1820 vyzvala krále Jana VI. k návratu. Ten byl po svém příjezdu nucen uznat novou ústavu, která nastolila konstituční monarchii. Králův syn Dom Pedro zůstal v Brazílii a převzal v ní regentství a funkci místokrále. Po návrata královské rodiny do Portugalska, v Lisabonu následně cortesy (lidové shromáždění) zrušily rovnoprávnost Portugalska a Brazílie a snažily se obnovit její koloniální status, což v Brazílii vedlo k hnutí za nezávislost, do jehož čela se postavil právě Dom Pedro, jenž byl vždy nakloněn liberálním myšlenkám. Dom Pedro nakonec vyhlásil nezávislost Brazílie na Portugalsku a 12. října 1822 byl jako Pedro I. prohlášen císařem Brazílie.
V březnu roku 1826 se brazilský císař Pedro I. stal po smrti svého otce Jana VI. portugalským králem jako Petr IV. Krátce na to byl v květnu téhož roku donucen portugalským parlamentem k abdikaci ve prospěch jeho dcery Marie, které v té době bylo pouze 7 let. Jako regent vládla jeho sestra Isabela Marie de Braganza. Tím byl rozdělen nárok na portugalský a brazilský trůn mezi děti Petra I. Brazilského. Portugalský trůn získala pro své potomky Marie II. a brazilský zas Pedro II.
Nedlouho poté byl v roce 1831 Pedro I. donucen abdikovat i na brazilský trůn a císařem se stal jeho jediný syn Pedro II. Ten ale až do roku 1840, kdy byl prohlášen za plnoletého (bylo mu 14 let) nevládl a místo něj vykonával jeho povinnosti regent.
Císař Pedro II. byl v roce 1889 krátce před svou smrtí svržen z trůnu, když v roce 1891 zemřel nárok na trůn zdědila jeho nejstarší dcera Isabela, císařská princezna, která byla od roku 1888 regentem za nemocného otce. Ta si v roce 1864 vzala za muže Gastona, hraběte z Eu z dynastie Bourbon-Orléans, čímž založili dynastii Orléans-Braganza (viz níže, část Bouron-Orléans) a nárok na brazilský trůn zůstal Kapetovcům.
- Jan VI. – (1816–1822), jako král Spojeného království Portugalska, Brazílie a Algarves

- Petr I. – (1822–1831), v roce 1826 jako Petr VI. také král Portugalska
- Petr II. – (1831–1889)

Titulární císaři Brazílie:
- Petr II. – (1889–1891)
- Isabela Brazilská – (1891–1921)
- Petr Jindřich – (1921–1981)
- Ludvík Gaston – (od 1981)

Galerie
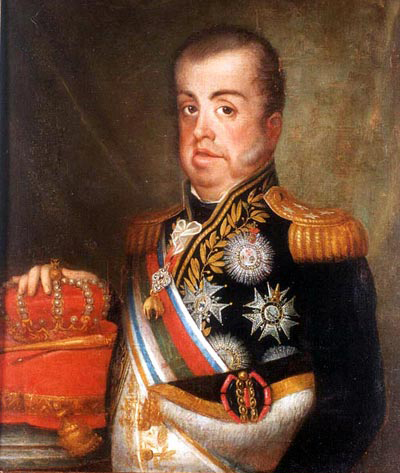
Jan VI. (Jan I.)
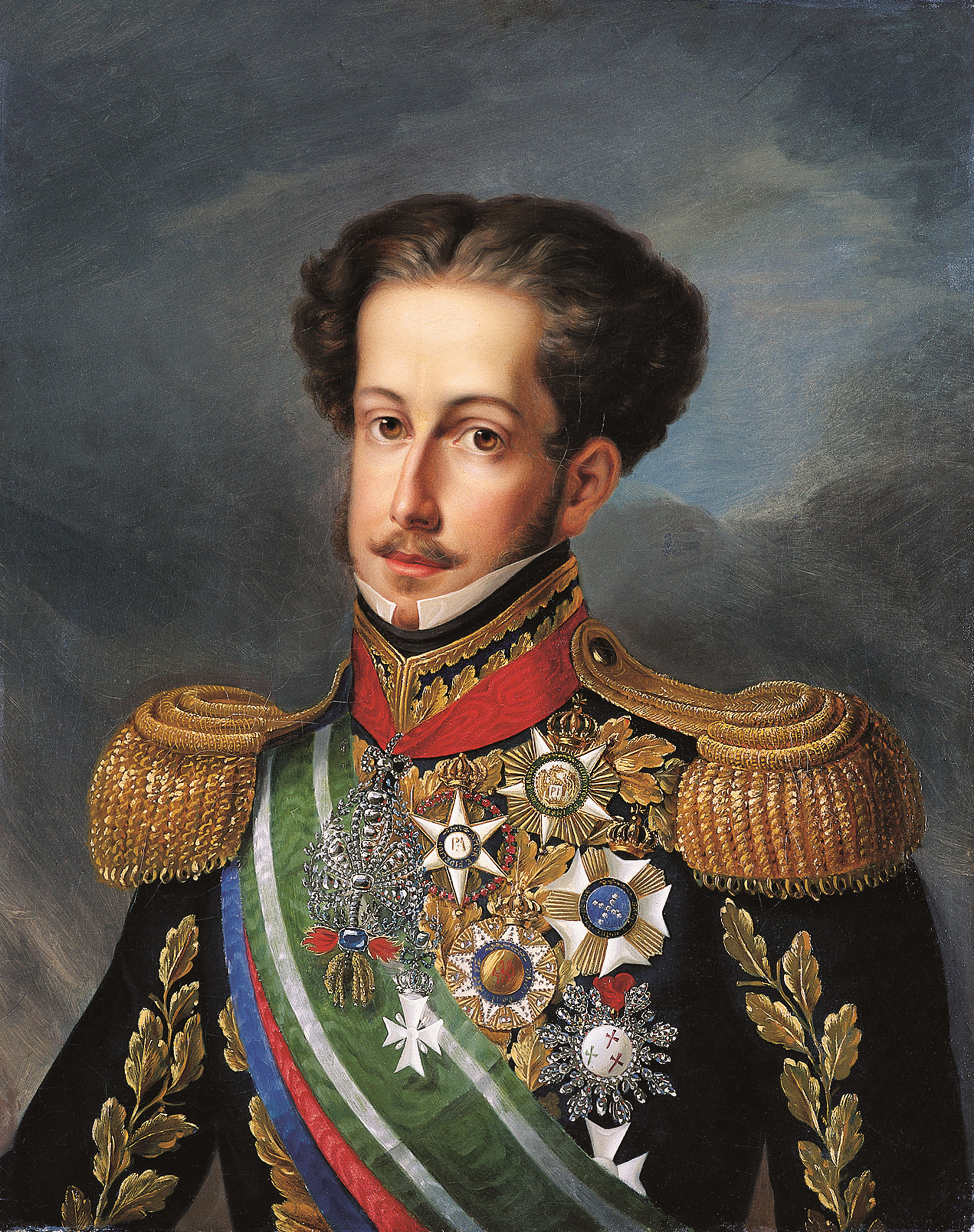
Petr I.
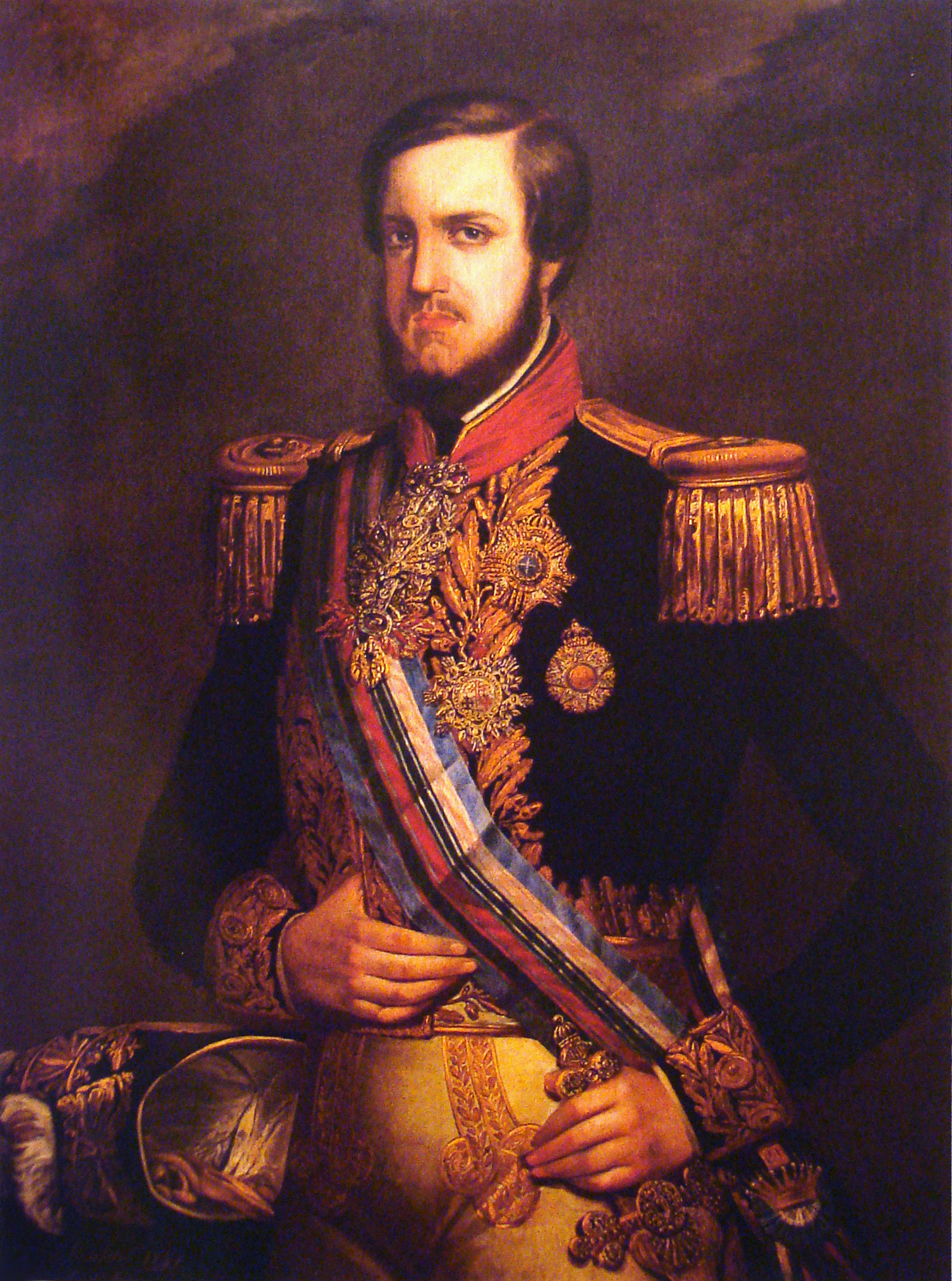
Petr II.

##### Dynastie Braganza-Wettin
Manželství královny Marií II. Portugalské a Ferdinanda II. položilo základ dynastii Braganza-Sasko-Coburg-Gotha nebo jen Braganza-Wettin, která po smrti královny Marie II. v roce 1853 nastoupila na trůn v osobě jejich syna Petra V. a později Ludvíka I. Po smrti Ludvíka I. nastoupil na trůn jeho syn Karel I. a po atentátu na něj a jeho staršího bratra nastoupil jeho mladší syn Manuel II., přezdívaný "Nešťastný", který byl po dvou letech vlády v roce 1910 svržen republikánskou revolucí a odešel do exilu. Po jeho smrti v roce 1932, jelikož neměl žádné dědice vymřela dynastie Braganza-Sasko-Coburg-Gotha a nárok na trůn po dohodě přešel na "Miguelovskou linii" rodu Braganza (potomci krále Michala I.).
- Petr V. – (1853–1861), syn Marie II. a Ferdinanda II.
- Ludvík I. – (1861–1889)
- Karel I. – (1889–1908)
- Manuel II. – (1908–1910), svržen republikánským převratem, zemřel roku 1932 bez potomků

Galerie
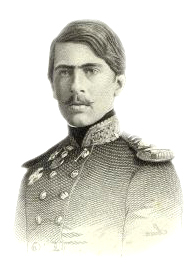
Petr V.
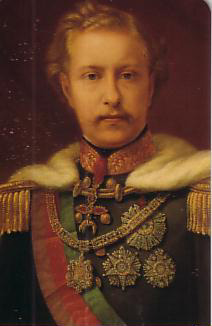
Ludvík I.
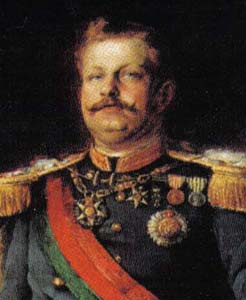
Karel I.
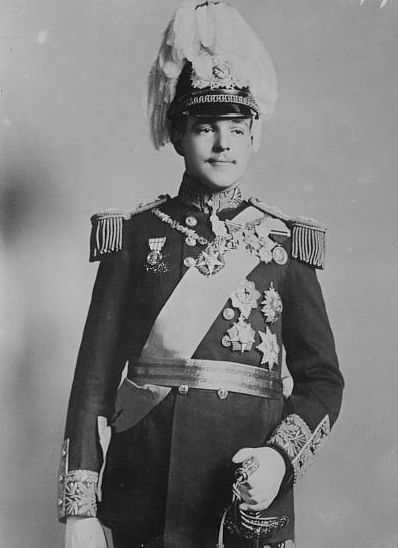
Manuel II.

### Valois
Dynastie Valois byla vedlejší rodová linie francouzského královského rodu Kapetovců. Ve Francii vládla v hlavní linii v letech 1328–1498 a ve vedlejších liniích Valois-Orléans a Valois-Angoulême až do roku 1589.
Zakladatelem rodu byl Karel I. z Valois (1270–1325), mladší syn francouzského krále Filipa III. a bratr krále Filipa IV. z rodu Kapetovců. Po smrti posledního krále z hlavní rodové linie Kapetovců Karla IV. v roce 1328 usedl na francouzský trůn syn Karla z Valois Filip, a to pod jménem Filip VI., čímž zahájil vládu dynastie Valois.
Po vymření hlavní rodové linie dynastie Valois přechází francouzská koruna na vedlejší linii Valois-Orléans a poté v roku 1515 na linii Valois-Angoulême. Ta vymírá v roce 1589 a vláda přechází na (původně protestantskou) dynastii Bourbonů.
Francouzští králové z rodu Valois
- Filip VI. – (1328–1350)
- Jan II. – (1350–1364)
- Karel V. – (1364–1380)
- Karel VI. – (1380–1422)
- Karel VII. – (1422–1461)
- Ludvík XI. – (1461–1483)
- Karel VIII. – (1483–1498)

Galerie
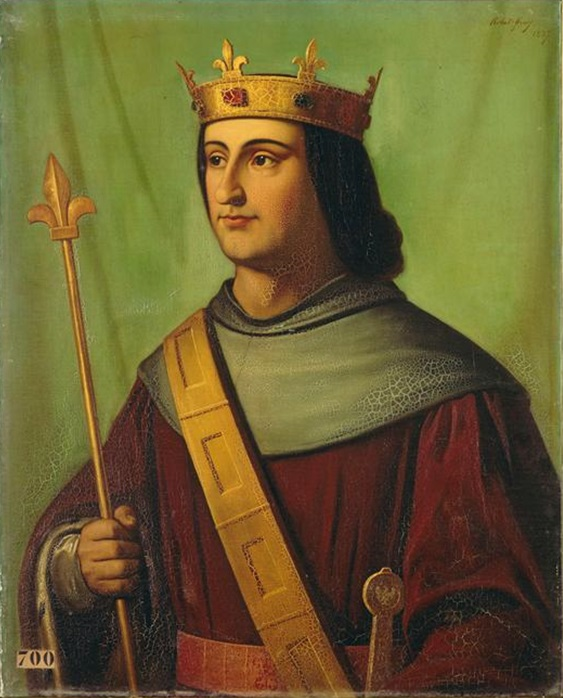
Filip VI.
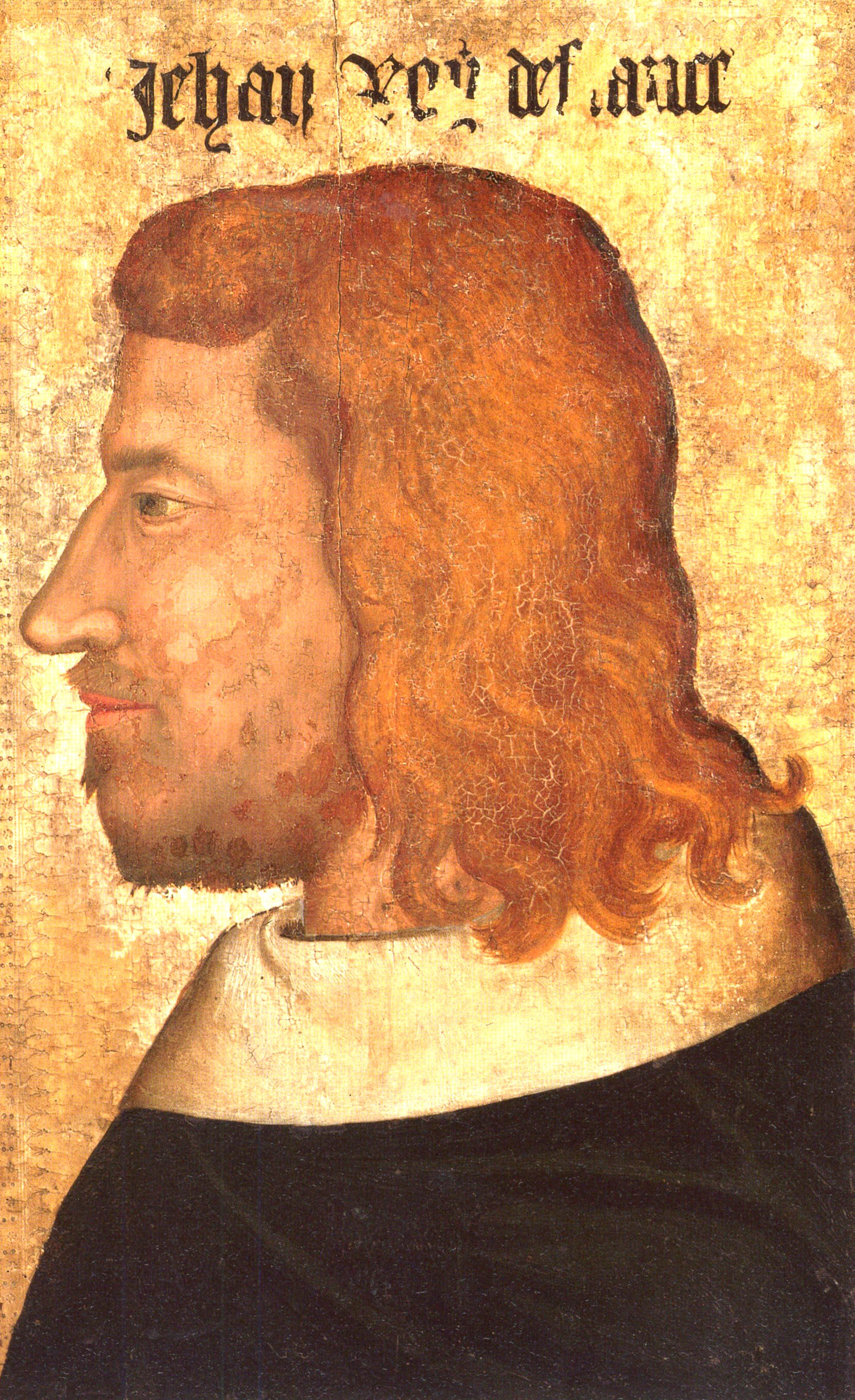
Jan II.
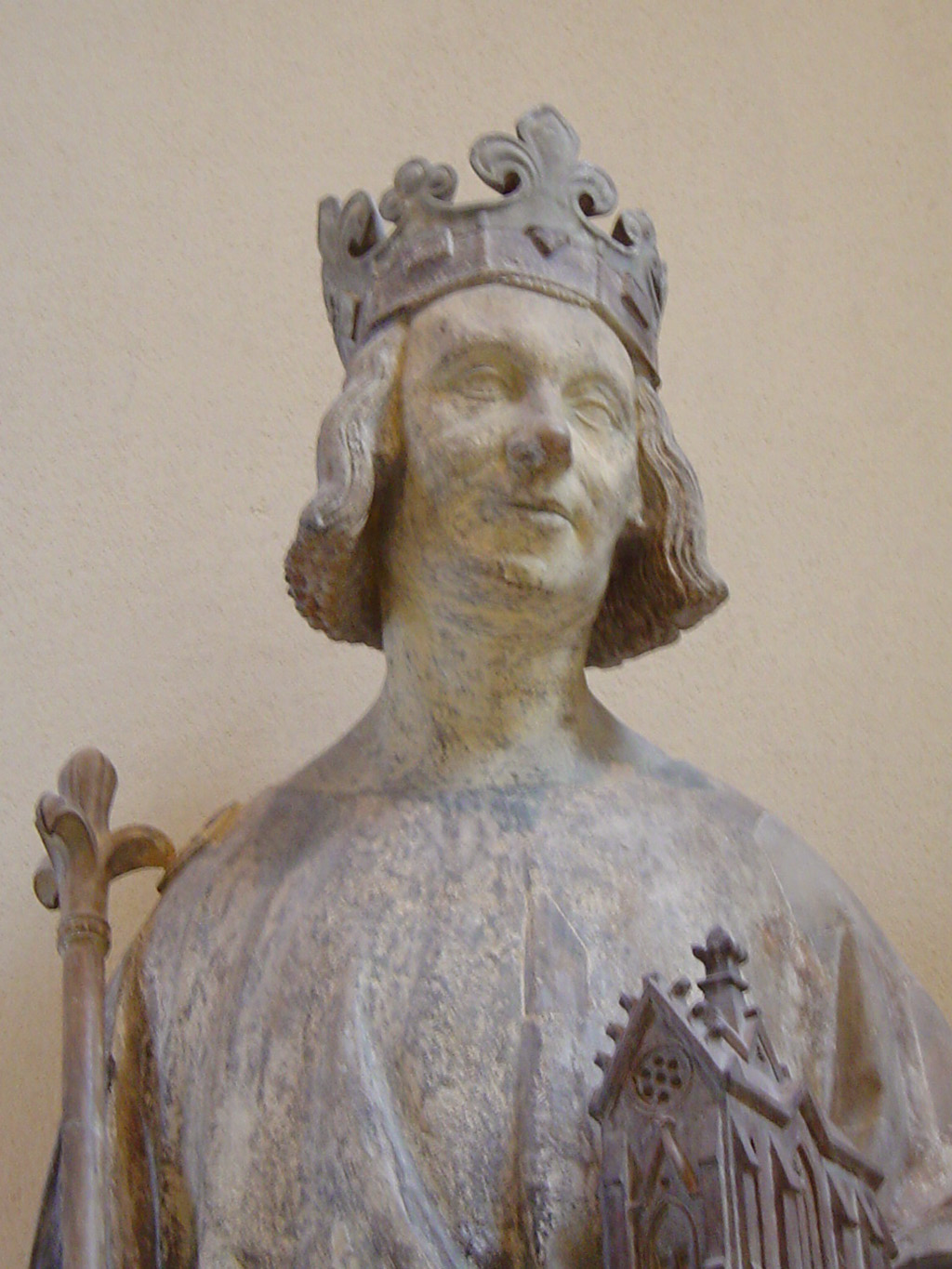
Karel V.
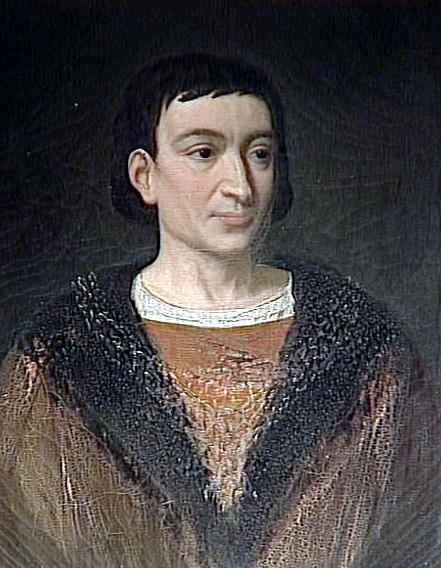
Karel VI.
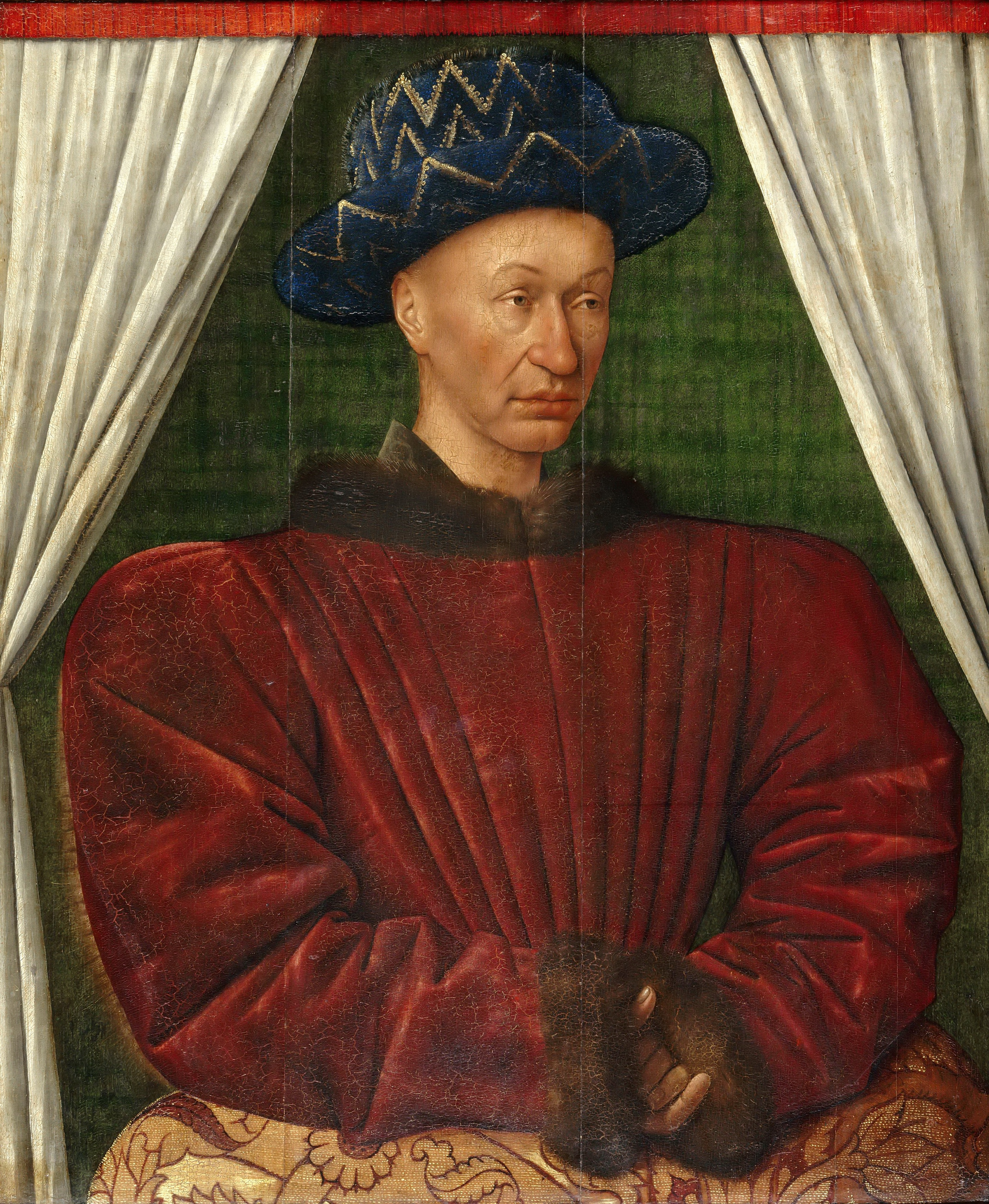
Karel VII.
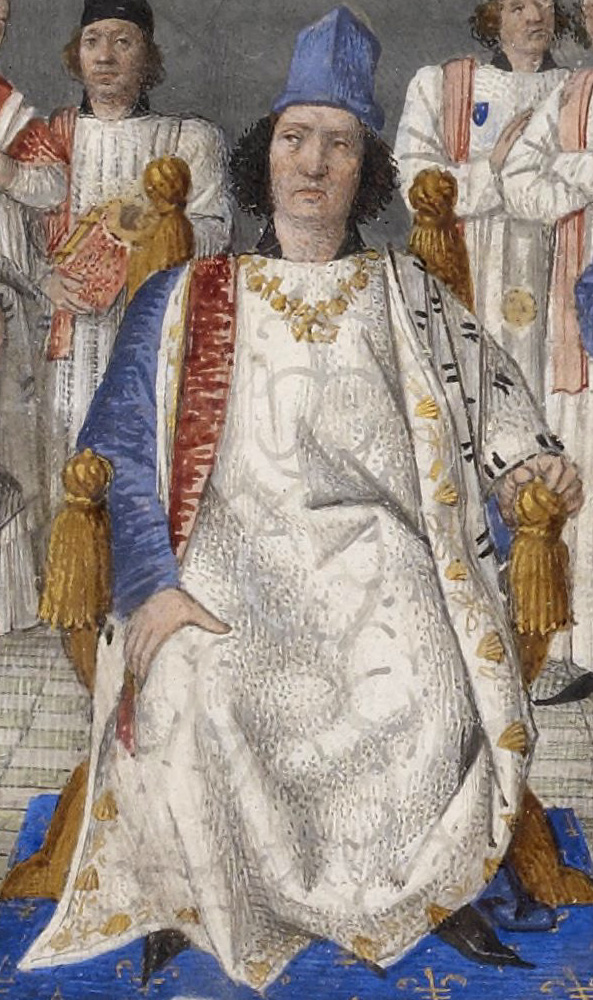
Ludvík XI.
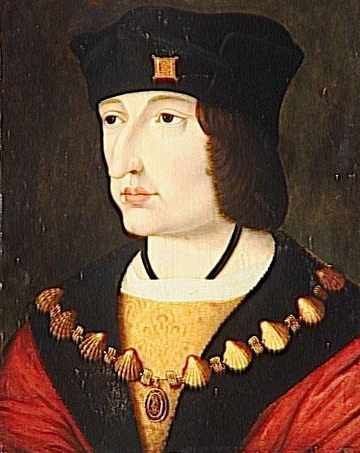
Karel VIII.
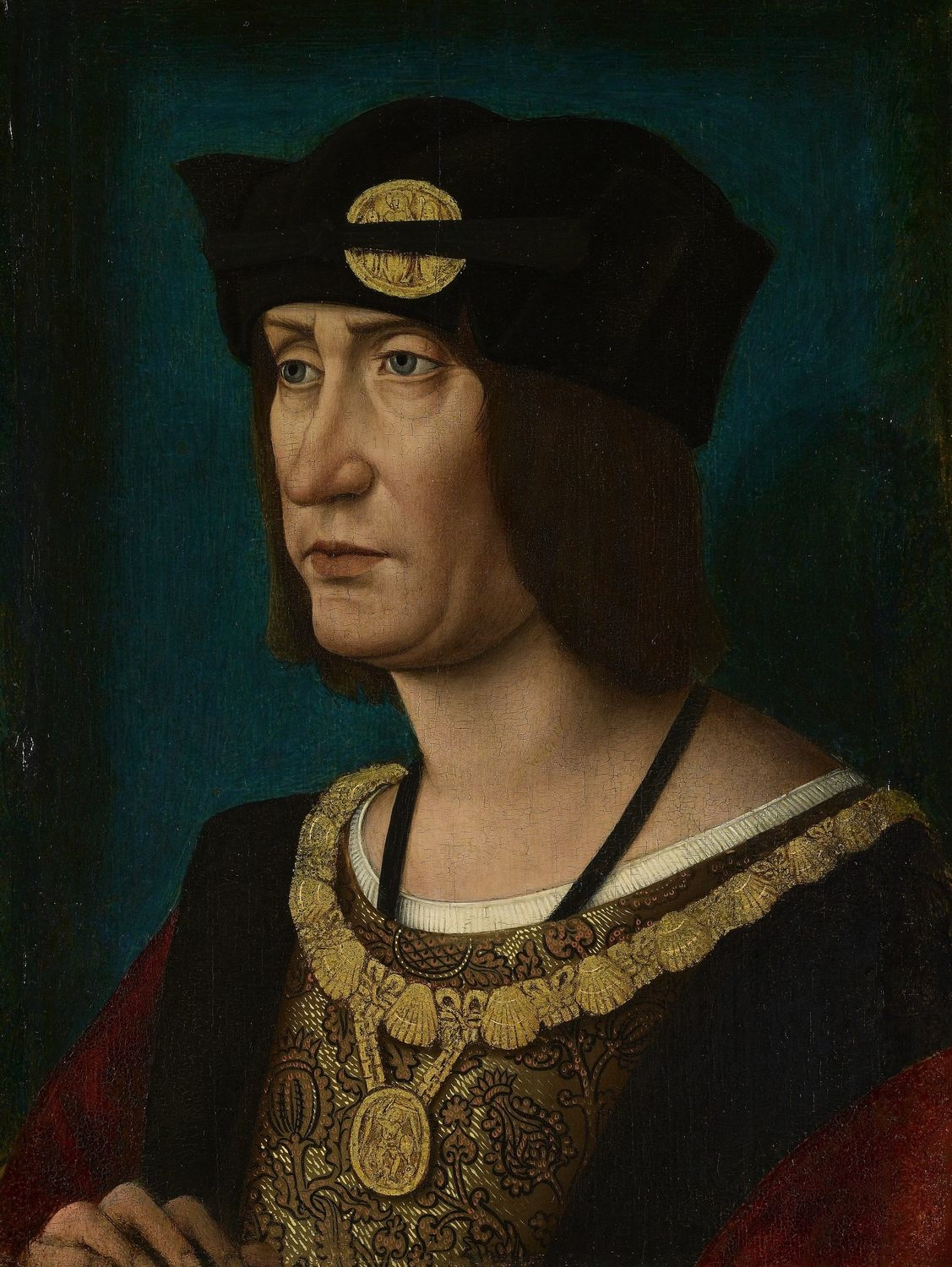
Ludvík XII. (Orléans)

#### Valois-Orléans
Valois-Orléans byla vedlejší rodová linie francouzského královského rodu Valois. Členové rodu Valois-Orléans odvozovali svůj původ od francouzského krále Karla V. a jeho mladšího syna Ludvíka, vévody Orleánského. Zakladatelem rodové linie Valois-Orléans byl Ludvíkův starší syn Karel, vévoda Orleánský. Po vymření hlavní rodové linie Valois vládla tato rodová linie Francii pouze prostřednictvím krále Ludvíka XII. od roku 1498 do roku 1515. Po smrti Ludvíka XII. připadl francouzský trůn další vedlejší rodové linii rodu Valois, linii Valois-Angoulême.
Francouzský král z linie Valois-Orléans
Ludvík XII. – (1498–1515)

#### Valois-Angoulême
Valois-Angoulême je vedlejší rodová linie francouzského královského rodu Valois. Členové rodu Valois-Angoulême odvozovali svůj původ od francouzského krále Karla V. a jeho mladšího syna Ludvíka, vévody Orleánského. Zakladatelem rodové linie Valois-Angoulême byl Ludvíkův mladší syn Jan, hrabě z Angoulême. Po vymření hlavní rodové linie Valois a následně i vedlejší linie Valois-Orléans připadl francouzský trůn v roce 1515 Františku I. z rodu Valois-Angoulême (František byl vnukem zakladatele této rodové linie Jana, hraběte z Angoulême).
V osobě posledního francouzského krále z této dynastie Jindřicha III. (u nás známého jako Jindřich z Valois) vládly krátce v letech 1573–1575 také v Polsku (jako Jindřich I.)
Po vymření rodu Valois-Angoulême v mužské linii připadl francouzský trůn rodu Bourbonů.
Francouzští králové z rodu Valois-Angoulême
- František I. – (1515–1547)
- Jindřich II. – (1547–1559)
- František II. – (1559–1560)
- Karel IX. – (1560–1574)
- Jindřich III. – (1574–1589), také v letech 1573–1575 jako Jindřich I. král Polska

Galerie
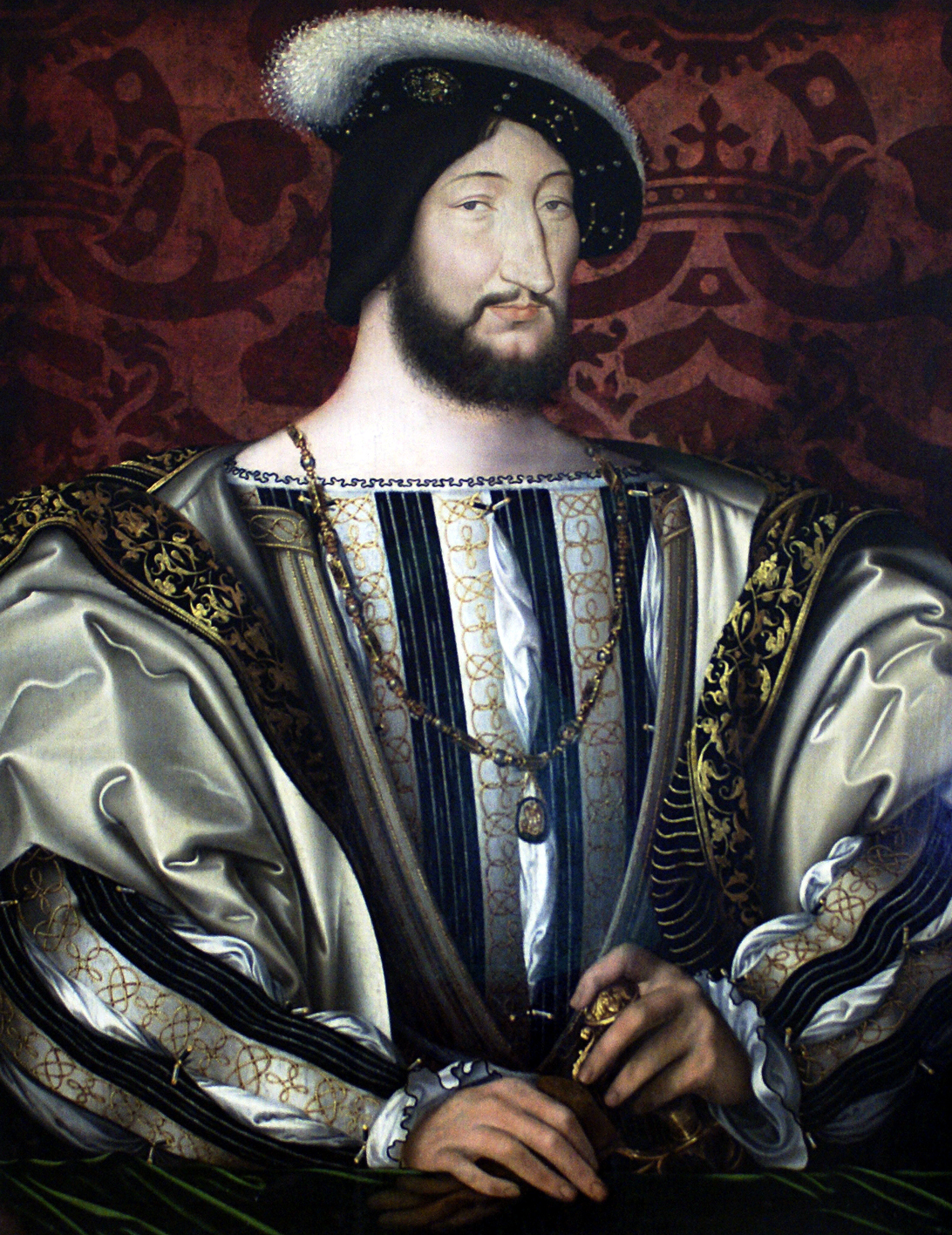
František I.
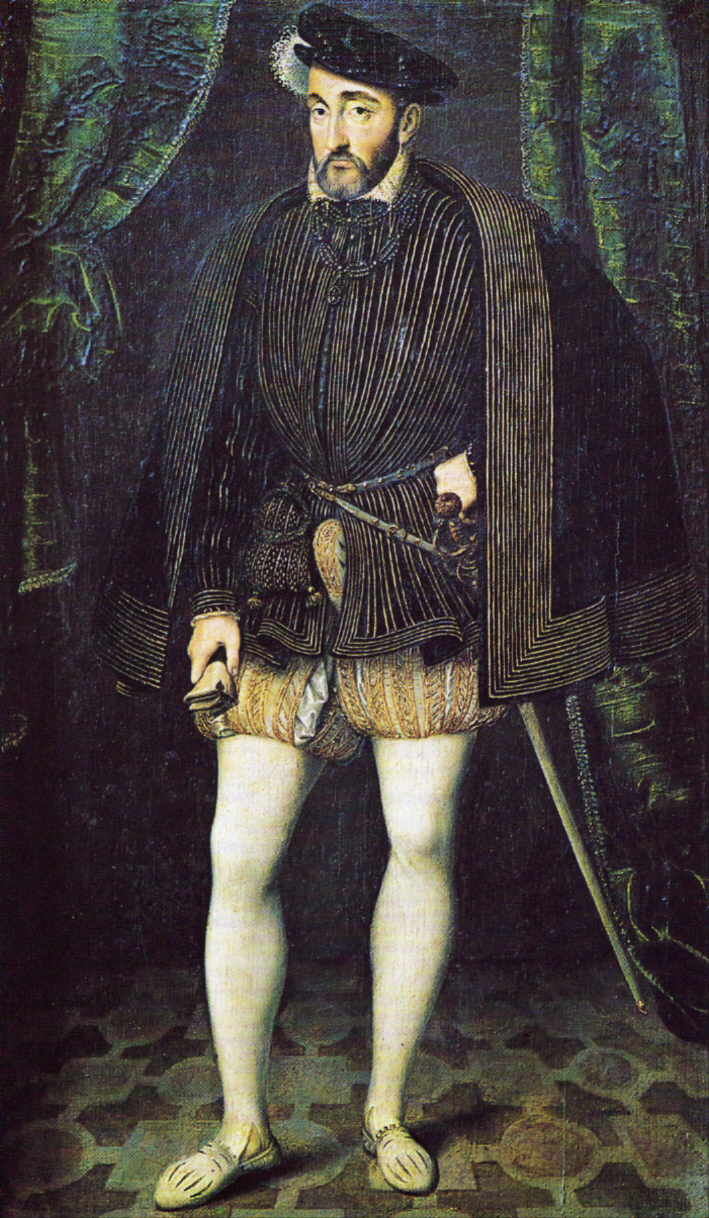
Jindřich II.
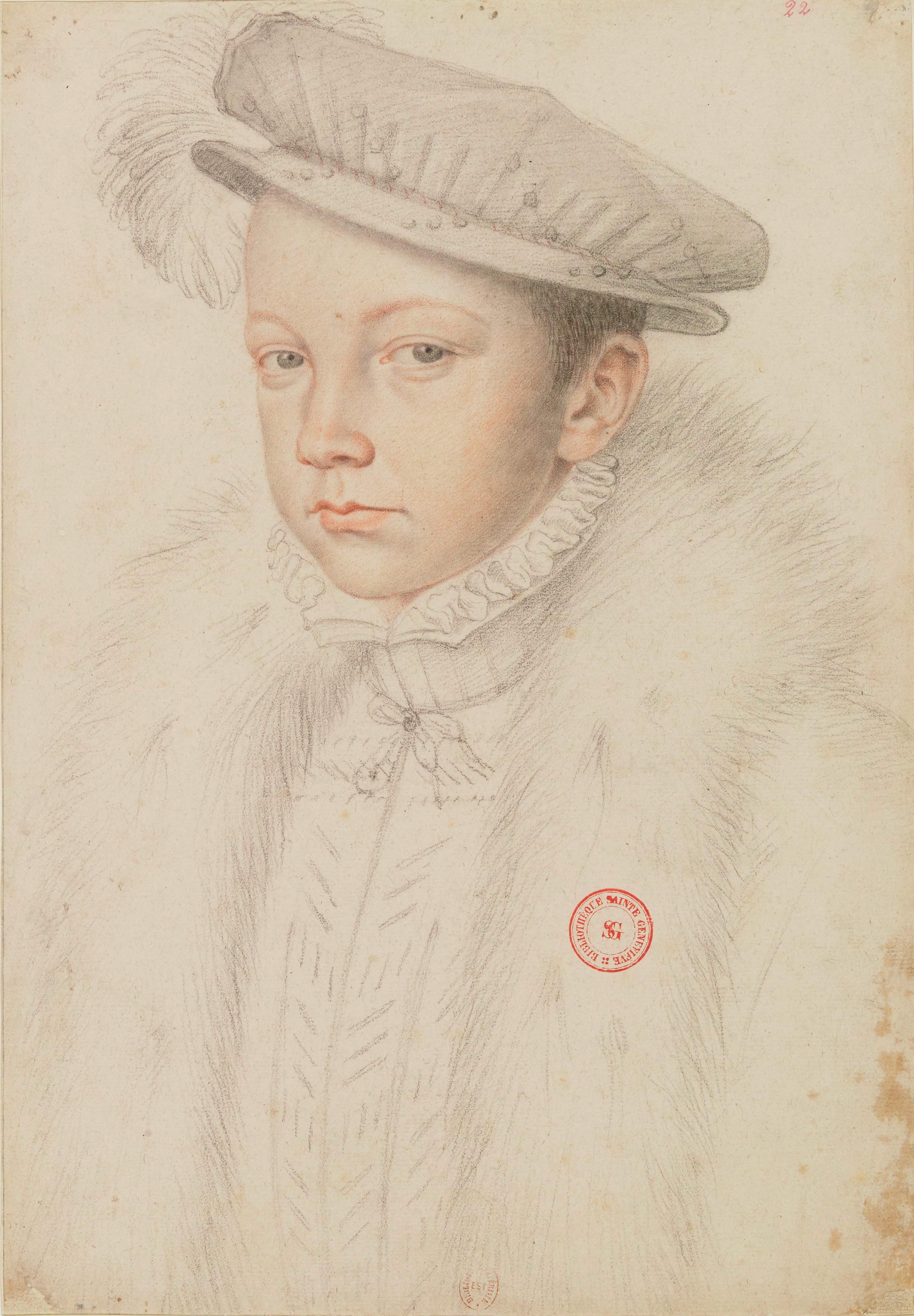
František II.
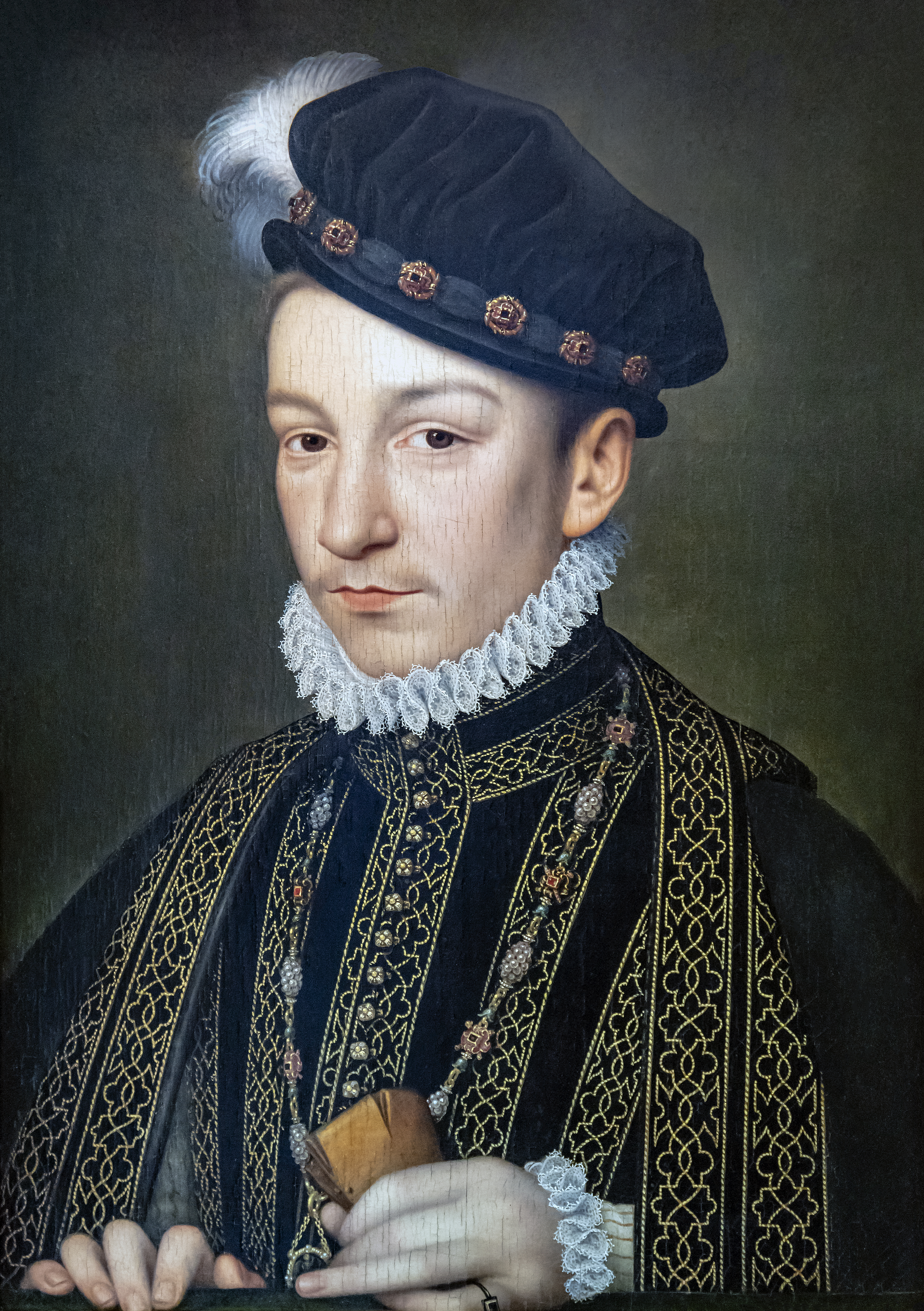
Karel IX.
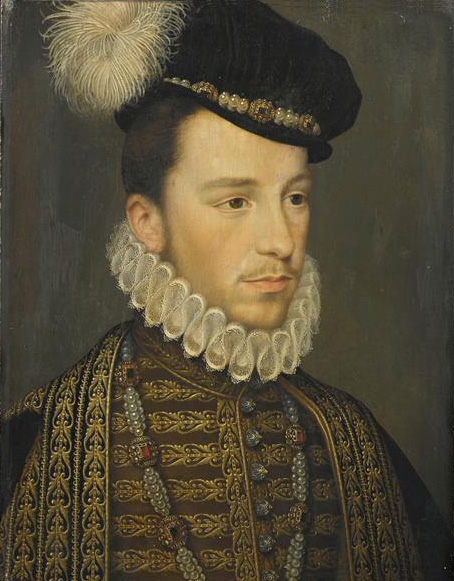
Jindřich III.

### Bourbon
Bourboni jsou další z vedlejších linií Kapetovců. Bourbonové jsou v současnosti jedinou vládnoucí větví Kapetovců. Vládnou ve Španělsku a Lucembursku. Za zakladatele linie Bourbonů je považován syn krále Ludvíka IX., Robert, hrabě z Clermontu jehož první syn Ludvík se v roce 1327 stal prvním vévodou z Bourbonu. Tato hlavní linie Bourbonů vymřela v roce 1527. Předtím se ale vydělila vedlejší linie vévodů z Vendôme, Bourbon-Vendôme (také La Marche-Vendôme). Z této linie pocházel také budoucí první fr. král z rodu Bourbonů Jindřich IV.
Prvním francouzským králem z dynastie Bourbonů byl Jindřich IV., který zároveň vládl od roku 1572 vládl jako Jindřich III. v Navarrském království, které zdědil po své matce. Po otci byl potomkem fr. krále Ludvíka IX. (otce Roberta z Clermontu), po matce byl potomkem fr. krále Františka I. (jeho matka byla právě vnučkou Františka I.). Jindřich IV.(III.) od roku 1589 vládl oběma zemím (Francie a Navarra) v personální unii. Sjednoceny byly obě země v roce 1620.
Bourbonská dynastie pak ve Francii vládla (s přestávkou v letech 1792–1814) až do roku 1830, resp. skrze boční linii Bourbon-Orléans do roku 1848.
Během Velké francouzské revoluce v roce 1792 byl sesazen Ludvík XVI., ale do popravy v roce 1793 byl mnohými považován stále za francouzského krále. Když byl popraven byl příznivci monarchie prohlášen za krále jeho mladý syn jako Ludvík XVII., který nikdy nevládl a po dvou letech tajemně zemřel. Poté byl za titulárního krále prohlášen jeho strýc jako Ludvík XVIII., ten se stal skutečně králem po svržení Napoleona v roce 1814. Po jeho smrti v roce 1824 nastoupil na trůn jeho bratr jako Karel X., ten byl ale v roce 1830 svržen z trůnu tzv. červencovou revolucí.
Francouzští králové z rodu Bourbonů (Bourbon-Vendôme)
- Jindřich IV. – (1589–1610), také od roku 1572 král Navarry
- Ludvík XIII. – (1610–1643)
- Ludvík XIV. – (1643–1715)
- Ludvík XV. – (1715–1774)
- Ludvík XVI. – (1774–1792), royalisty pokládán za krále do popravy roku 1793
- Ludvík XVII. – (1793–1795), jeho syn, titulární král
- Ludvík XVIII. – (1814–1824), bratr Ludvíka XVI., titulární král od roku 1795
- Karel X. – (1824–1830), jeho bratr, poslední v hlavní linii

- Galerie
- Jindřich IV.
- Ludvík XIII.
- Ludvík XIV. Veliký
- Ludvík XV.
- Ludvík XVI.
- Ludvík XVII.
- Ludvík XVIII.
- Karel X.
- Ludvík XIX.
- Jindřich V.

Titulární francouzští králové z rodu Bourbonů
Po sesazení a abdikaci krále Karla X. se krátce na 20 minut v roce 1830 stal (alespoň podle následnického práva) králem jeho syn jako Ludvík XIX. Poté musel i on ustoupit nátlaku a abdikovat jako jeho otec ve prospěch svého synovce a vnuka Karla X. 10letého hraběte de Chambord. Liberální, buržoazií kontrolovaná Poslanecká sněmovna odmítla potvrdit nástupnictví mladého hraběte, který se měl stát králem Jindřichem V. a místo toho ve volbě bojkotované zástupci konzervativců prohlásila francouzský trůn za prázdný. K moci se tak dostává Ludvík Filip, hrabě Orleánský, z vedlejší linie rodu Bourbonů, vůbec poslední francouzský král. (viz níže.) Král Jindřich V. tak byl králem pouze od 2. srpna do 9. srpna 1830. Od doby se mezi francouzskými monarchisty vede spor o následnictví trůnu resp. zda má na trůn větší právo bourbonská primogenitura (bourbon-anjou) nebo orleánská linie (bourbonská sekundogenitura).
- Karel X. – (1830–1836)
- Ludvík XIX. – (1836–1844), poslední francouzský Dauphin
- Jindřich V. – (1844–1883)

Galerie
Galerie
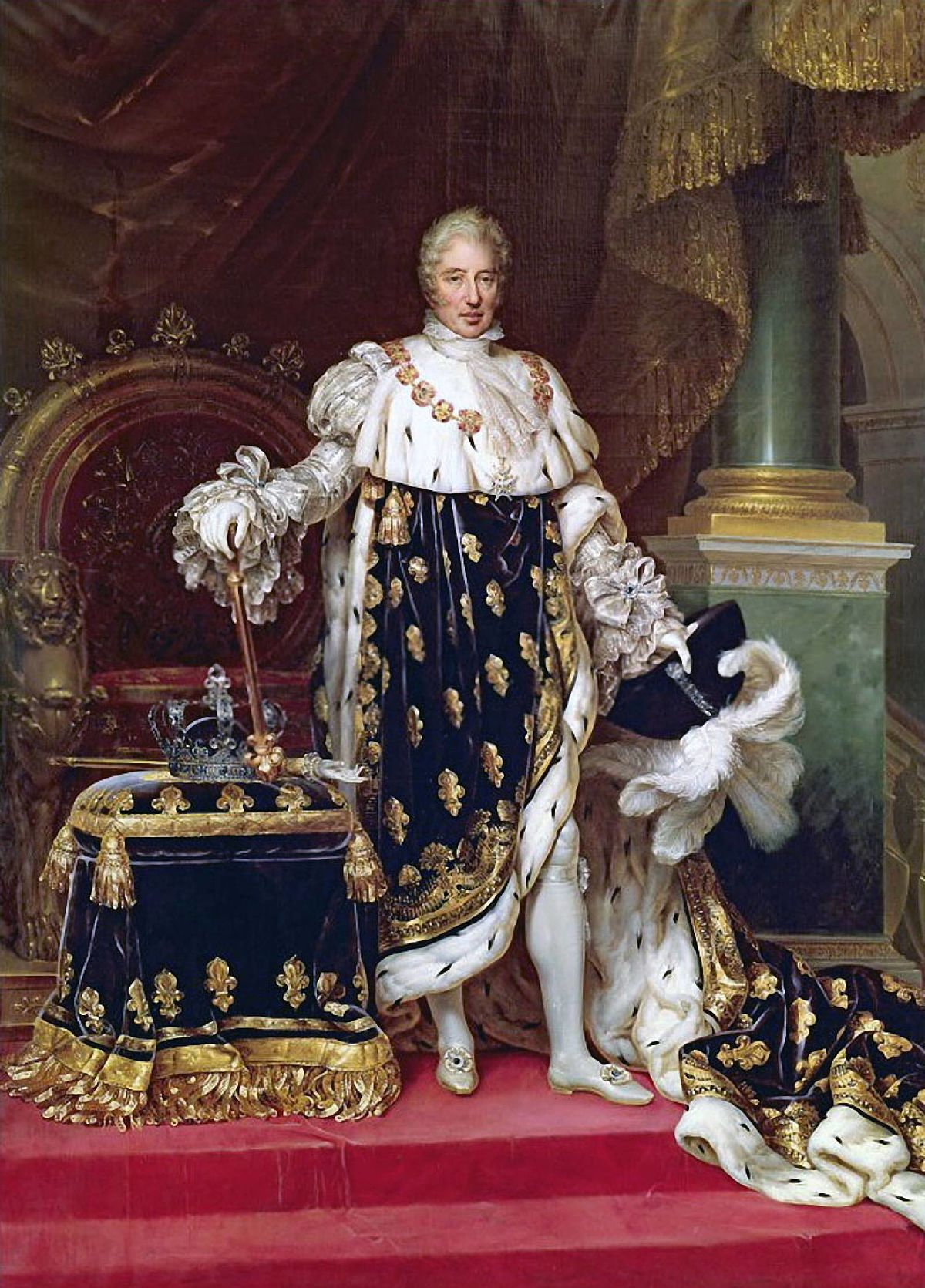
Karel X.
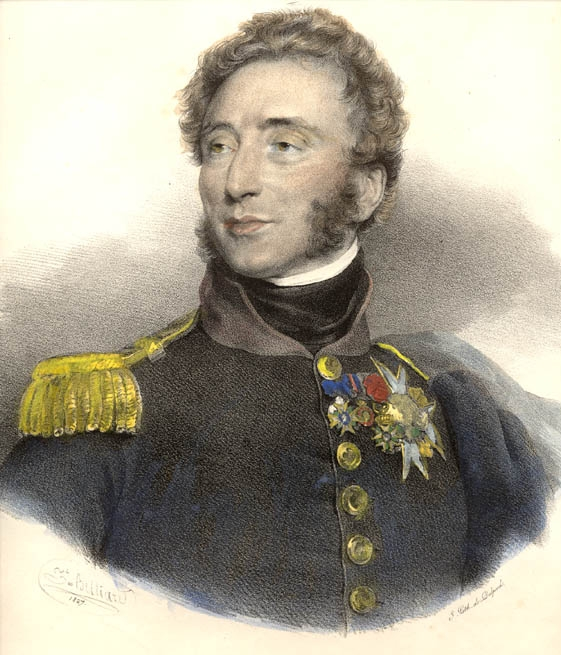
Ludvík XIX.
Jindřich V.
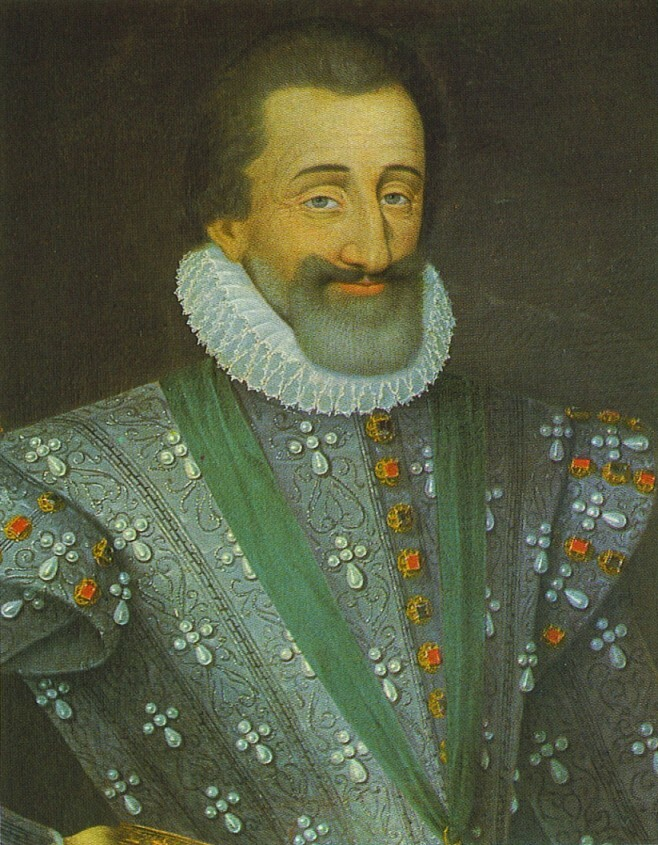
Jindřich V.
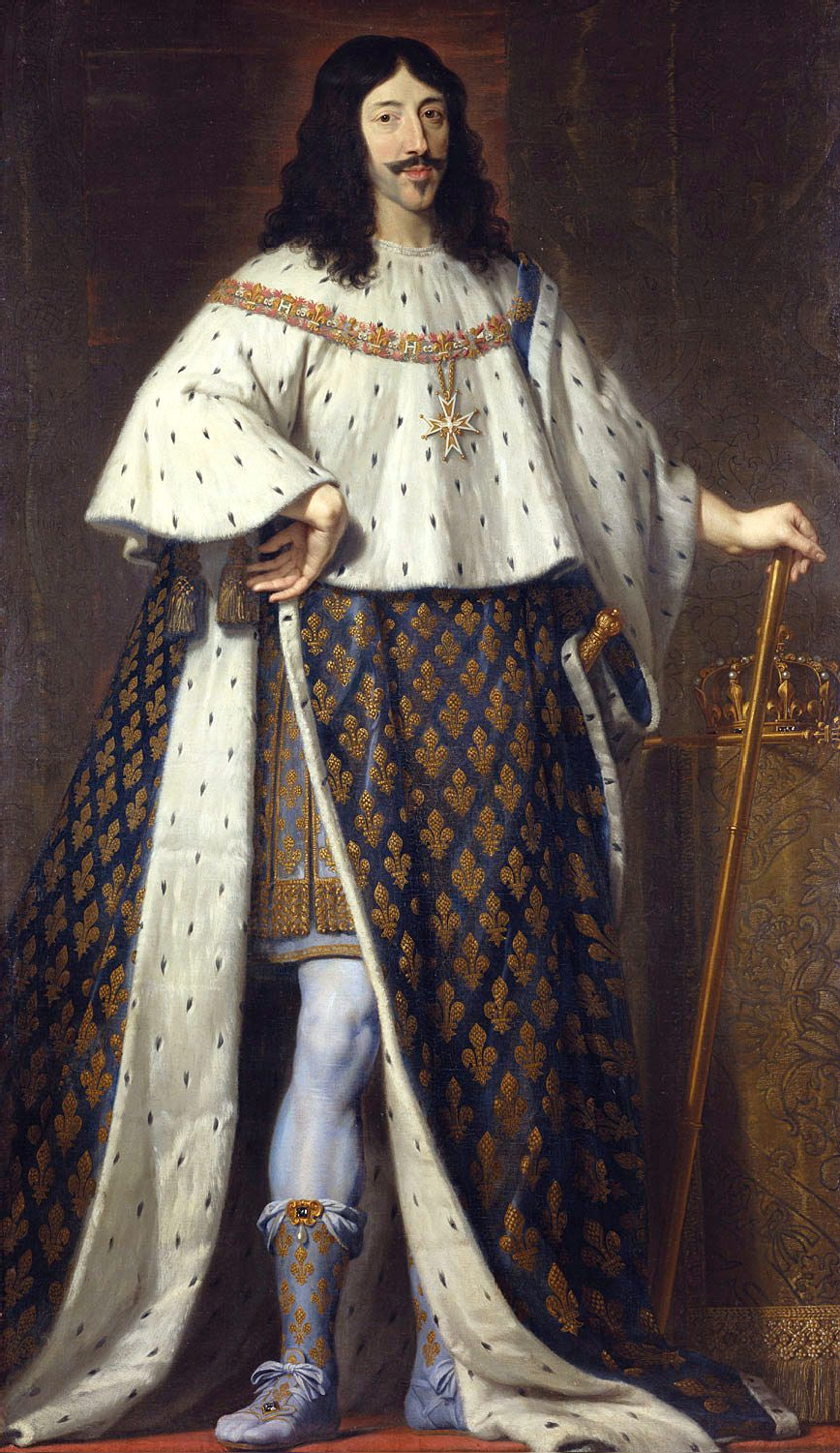
Ludvík XIII.
Ludvík XIV. Veliký
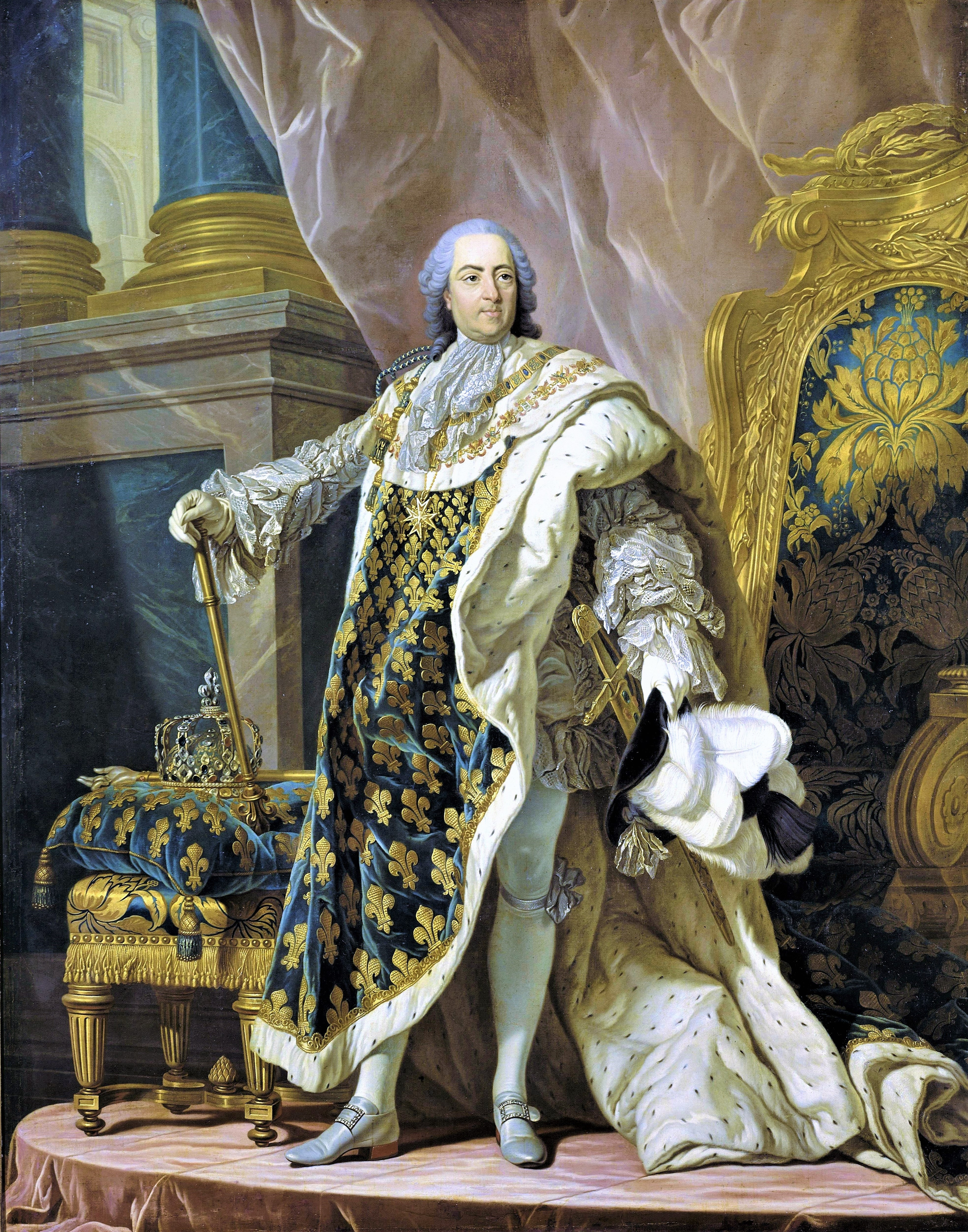
Ludvík XV.
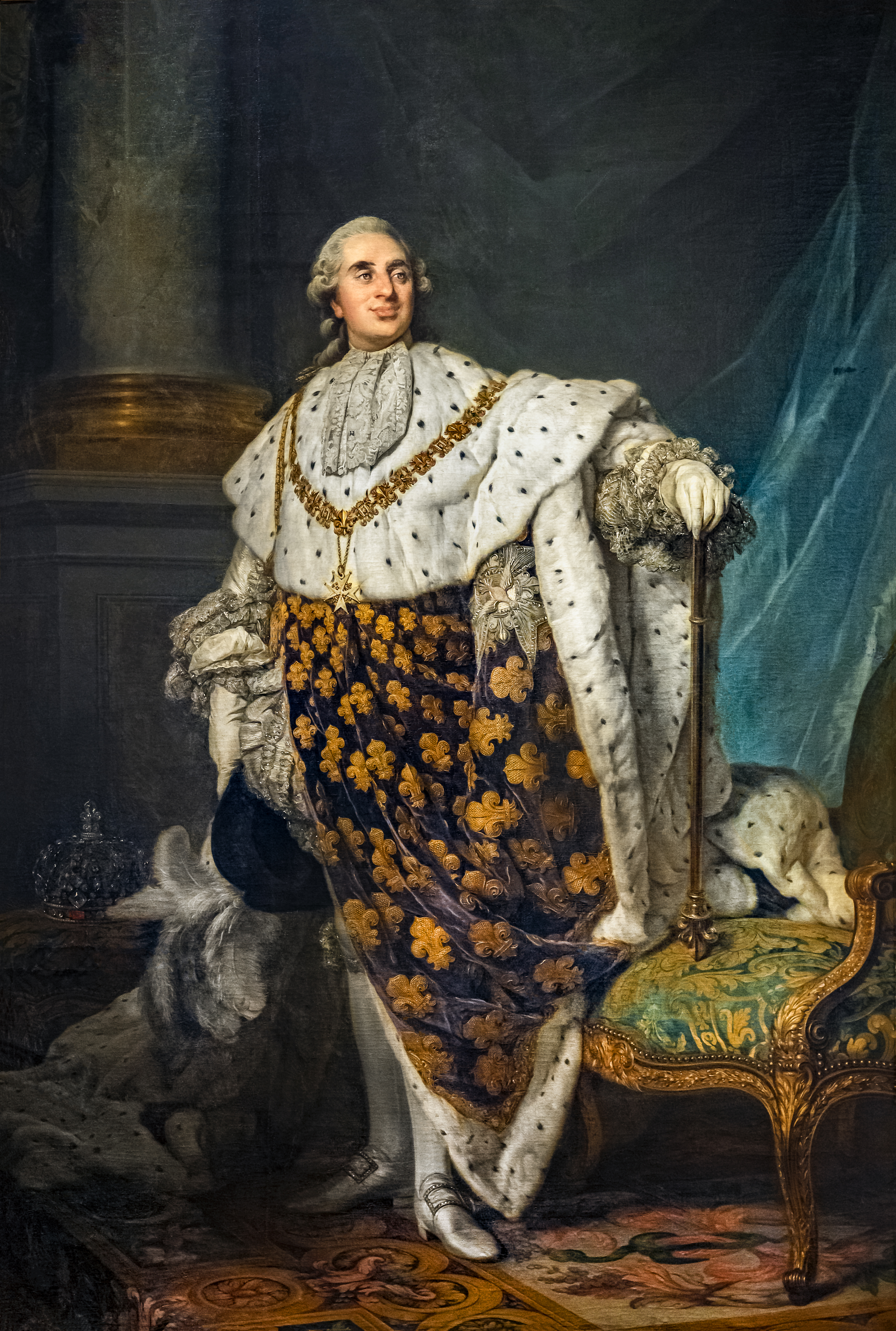
Ludvík XVI.
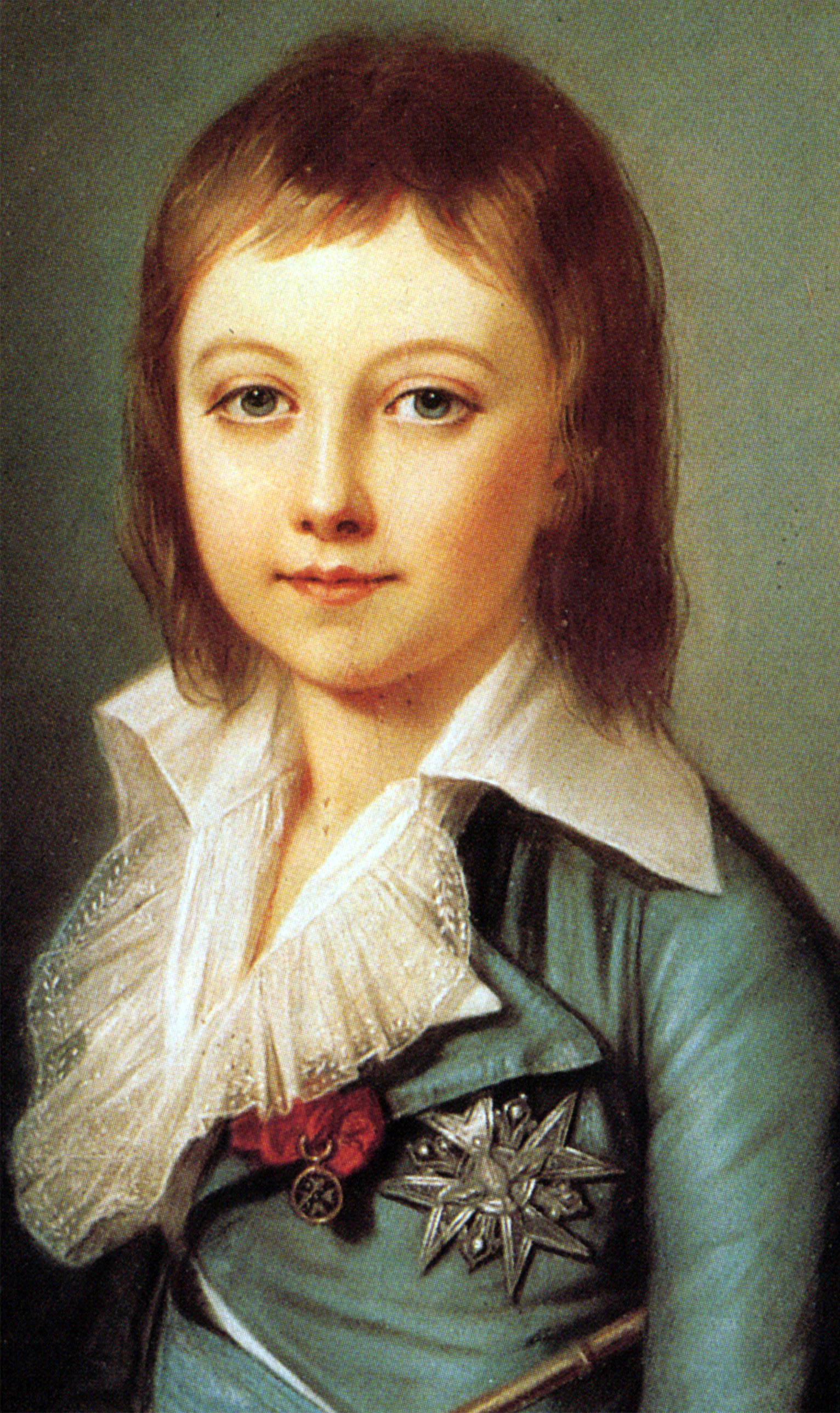
Ludvík XVII.
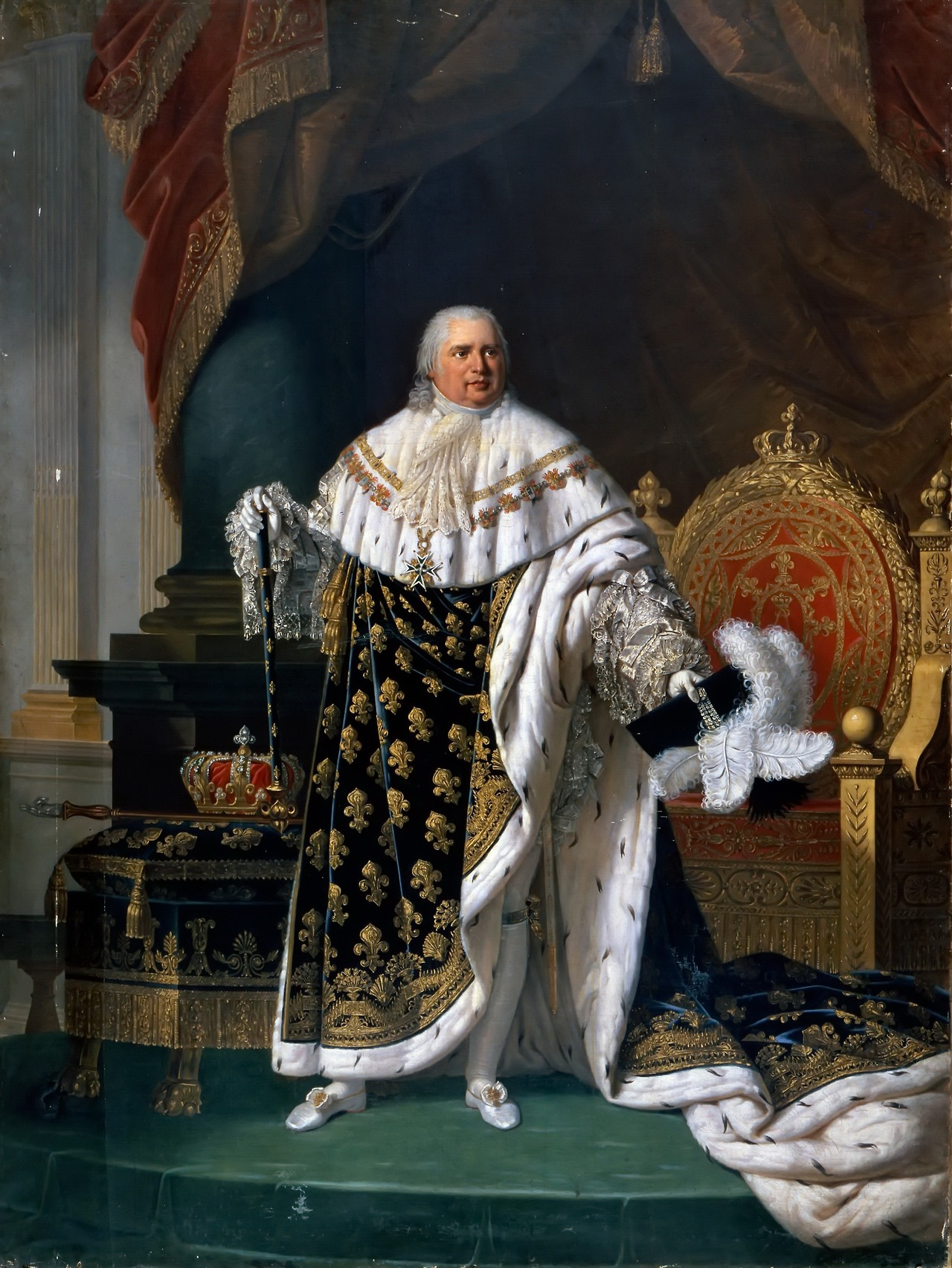
Ludvík XVIII.
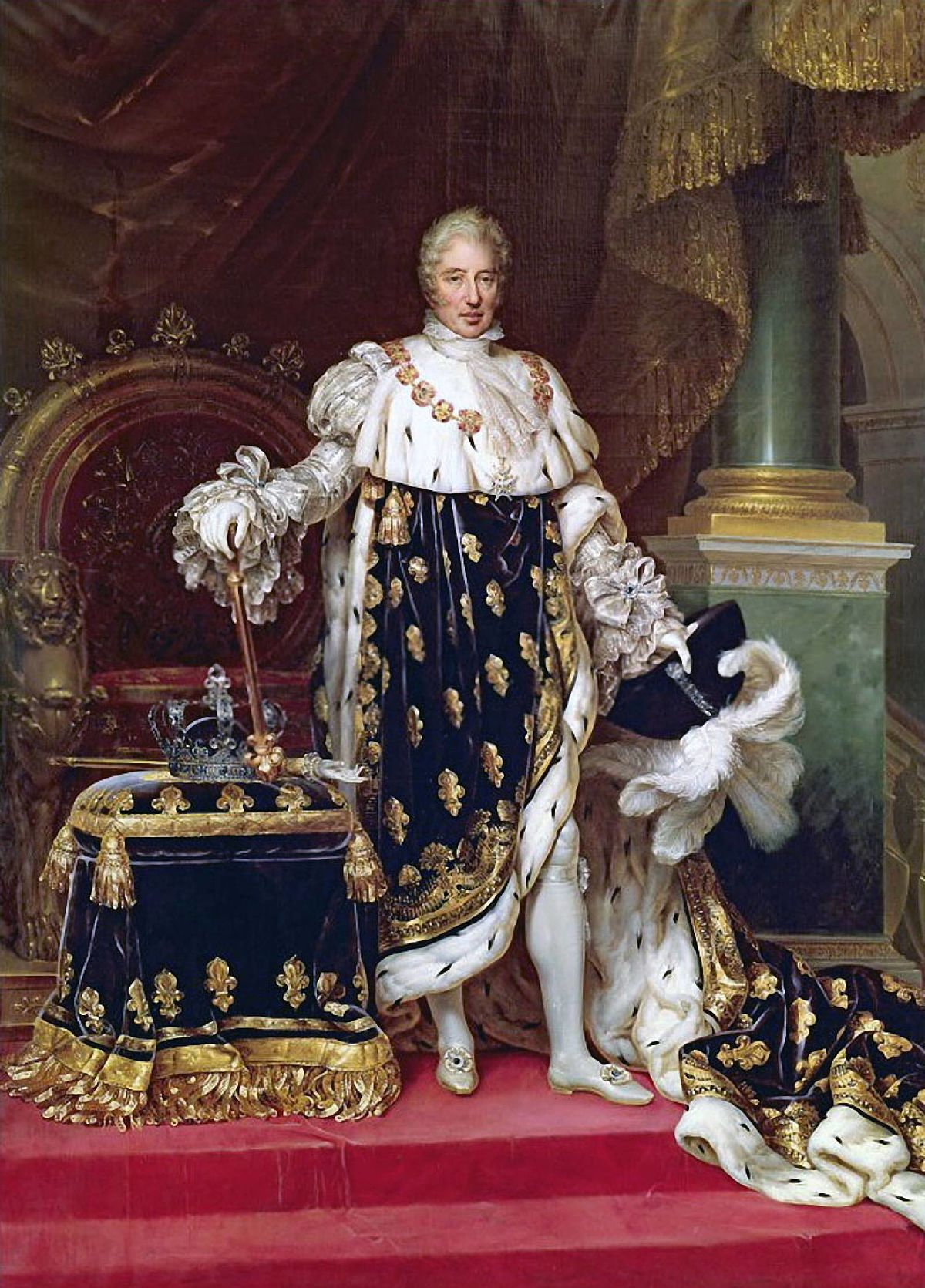
Karel X.
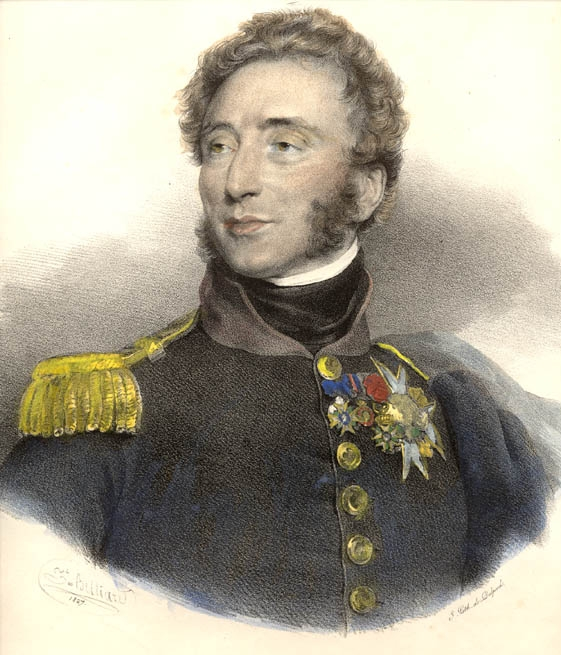
Ludvík XIX.
Jindřich V.

Když v roce 1883 vymřela hrabětem z Chambord (Jindřich V.) hlavní bourbonská linie přešel legitimní nárok podle primogenitury na větev Bourbon-Anjou, jejíž vedlejší větev vládne ve Španělsku. V té době také část legitimistů uzavřela s orléanisty dohodu podporující nárok větve Bourbon-Orléans na frac. trůn (viz větev Bourbon-Anjou).

#### Bourbon-Orléans
Bourbon-Orléans je označení vedlejší rodové linie francouzského královského rodu Bourbonů. Přídomkem d'Orléans se označovali mladší (většinou druhorození) synové francouzských králů, kterým bylo v úděl uděleno stejnojmenné vévodství. U Bourbonů získává jako první přídomek Orléans mladší syn Jindřicha IV. Mikuláš a po jeho předčasné smrti syn Gaston. Po Gastonově smrti v roce 1660 přechází titul na jeho synovce a zároveň mladšího syna krále Ludvíka XIII. Filipa.
Filip I. Orleánský získává pro svůj rod titul vévody orleánského dědičně. U Filipa I. se původně neočekávalo, že by mohl mít potomky, jelikož jeho život provázela řada homosexuálních skandálů. Rodová sňatková politika však byla důležitější a tak byl Filip I. na příkaz svého bratra Ludvíka XIV. oženěn se svou sestřenicí Jindřiškou Anglickou, dcerou popraveného anglického krále Karla I. Jeho druhou ženou se později stala Alžběta Karla Falcká s níž měl tři děti. Jeho synem Filipem II. Orleánským, který vzešel z tohoto manželství pokračuje rodová linie Bourbon-Orléans.
Ludvík Filip II. Josef Orleánský zvaný Filip Egalité byl ve své době nejbohatší šlechtic Francie, který se v době Velké francouzské revoluce postavil překvapivě na stranu revolucionářů a nakonec byl v roce 1793 popraven. Byl otcem pozdějšího krále Ludvíka Filipa I. Orleánského.
Ten jak bylo uvedeno výše se po složité situaci během červencové revoluce v roce 1830 stal francouzským králem, ale ne jako legitimní král Francie a Navarry ale jako tzv. král Francouzů, čímž situace v mnohém připomínala období Velké francouzské revoluce. I když liberální král Ludvík Filip byl po 18 letech vlády sesazen roku 1848, kdy Evropou probíhaly nespočty revolucí. Pouze 2 roky na to v roce 1850 zemřel.
Orleánští vévodové z linie Bourbon-Orléans
- Filip I. Orleánský – (1640–1701), data jsou narození a úmrtí, ne období vlády
- Filip II. Orleánský – (1674–1723)
- Ludvík I. Orleánský – (1703–1752)
- Ludvík Filip I. Orleánský – (1725–1785)
- Ludvík Filip Josef Orleánský – (1747–1793)
- Ludvík Filip III. Orleánský – (1773–1850), král Francouzů v letech 1830–1848 jako Ludvík Filip I.

- Ferdinand Filip Orleánský – (1810–1842)
- Filip Orleánský – (1869–1926)

Galerie
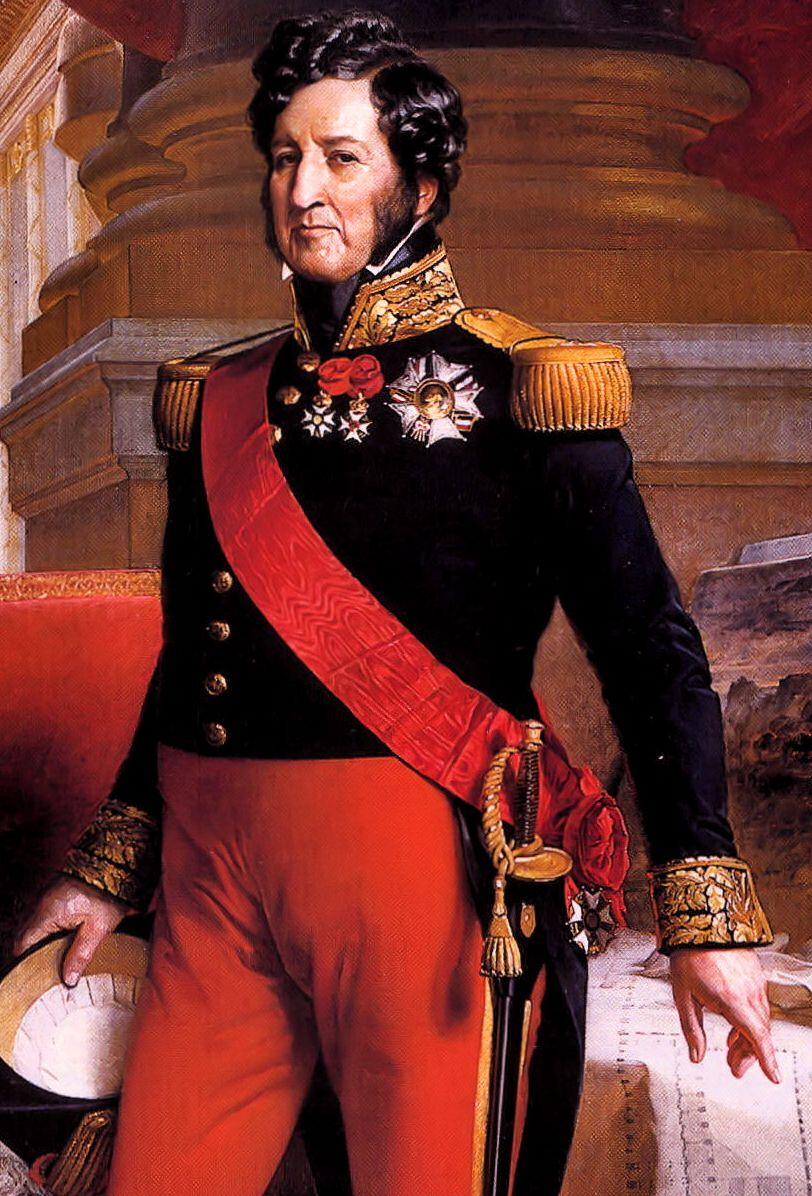
Ludvík Filip I.

##### Orléans-Braganza
Linie rodu nazývanou Orléans-Braganza založil vnuk francouzského revolučního krále Ludvíka Filipa, Gaston Orleánský, hrabě z Eu když si v roce 1864 vzal za ženu dceru brazilského císaře Petra II. a dědičku Brazilského císařství princeznu Isabelu Brazilskou. Po smrti Isabely v roce 1921 se titulárním císařem Brazílie stal její nejstarší vnuk princ Pedro Henrique Orléans-Braganza.
Titulární brazilští císařové z rodu Orléans-Braganza 
- Petr Jindřich z Orléans-Braganzy – (1921–1981), jako Petr III., vnuk Isabely
- Ludvík z Orléans-Braganzy – (1921–1981), jeho syn, někdy nazýván Dom Luis

#### Bourbon-Anjou
Když zemřel v roce 1700 španělský král Karel II. z rodu španělských Habsburků bez potomků (čímž), tak se o následnictví rozhořel spor mezi rakouskou větví Habsburků a Bourbony. Nakonec bylo uznáno dědické právo Bourbonům přes nejstarší dceru Filipa IV. Marii Terezii (s podmínkou že se Francie a Španělskou nespojí pod vládou jednoho panovníka), jejímž manželem byl Ludvík XIV., a vlády se ujal Filip z Anjou jako Filip V.
Španělští králové z rodu Bourbon-Anjou
- Filip V. – (1700–1724, 1724–1746), také sicilský král, parmský vévoda
- Ludvík I. – (1724), jeho syn
- Ferdinand VI. – (1746–1759), jeho bratr
- Karel III. – (1759–1788), jeho bratr
- Karel IV. – (1788–1808)
- Ferdinand VII. – (1808, 1813–1833)
- Isabela II. – (1833–1868), svržena

- Alfons XII. Španělský – (1874–1885), její syn
- Alfons XIII. Španělský – (1886–1931), pohrobek, regent do roku 1902
- Don Juan, hrabě z Barcelony – (1931–1975), jeho třetí syn
- Juan Carlos I. – (1975–2014), jeho syn
- Filip VI. – (od 2014), jeho syn

Titulární francouzští králové z rodu Bourbon(-Anjou), po roce 1883
Když v roce 1883 vymřela hrabětem z Chambord (Jindřich V.) hlavní bourbonská linie přešel legitimní nárok podle primogenitury na větev Bourbon-Anjou, jejíž vedlejší větev vládne ve Španělsku. V té době také část legitimistů uzavřela s orléanisty dohodu podporující nárok větve Bourbon-Orléans na frac. trůn. Následnictví trůnu podle primogenitury se ale nezměnilo:
- Juan Bourbon, hrabě z Montizónu (Jan III.) – (1883–1887), také karlistický pretendent ve Španělsku
- Carlos Bourbon, vévodu z Madridu (Karel XI.) – (1887–1909), také karlistický pretendent ve Španělsku
- Jaime Bourbon, vévodu z Madridu (Jakub I.) – (1909–1931), také karlistický pretendent ve Španělsku
- Alfons Karel Bourbonský (Karel XII.) – (1931–1936), také karlistický pretendent ve Španělsku, po jeho smrti je tento post sporný, zemřel bez potomků
- Alfons XIII. Španělský (Alfons I.) – (1936–1941), španělský král v letech 1886–1931
- Infant Jaime (Jindřich VI.) – (1941–1975)
- Alfons, vévoda z Anjou (Alfons II.) – (1975–1989)
- Ludvík Alfons, vévoda z Anjou (Ludvík XX.) – (od 1989), současná hlava rodu Kapetovců

#### Bourbon-Obojí Sicílie (Neapolsko a Sicílie)
V království Neapolském a Sicilském vládli 1734 až 1808, jako králové Obojí Sicílie pak 1816 až 1860.
- Karel VI/VII. – (1735–1759)
- Ferdinand I. – (1759–1825)
- František I. – (1825–1830)
- Ferdinand II. – (1830–1859)
- František II. – (1859–1861)

Titulární králové Obojí Sicílie:
- František II. – (1861–1894)
- Alfonso, hrabě z Caserty – (1894–1934)
- Ferdinand Pius, vévoda z Kalábrie – (1934–1960)
- Ranieri, vévoda z Castra – (1960–1973)
- Ferdinand, vévoda z Castra – (1973–2008)
- Carlo, vévoda z Castra – (od 2008)

Galerie
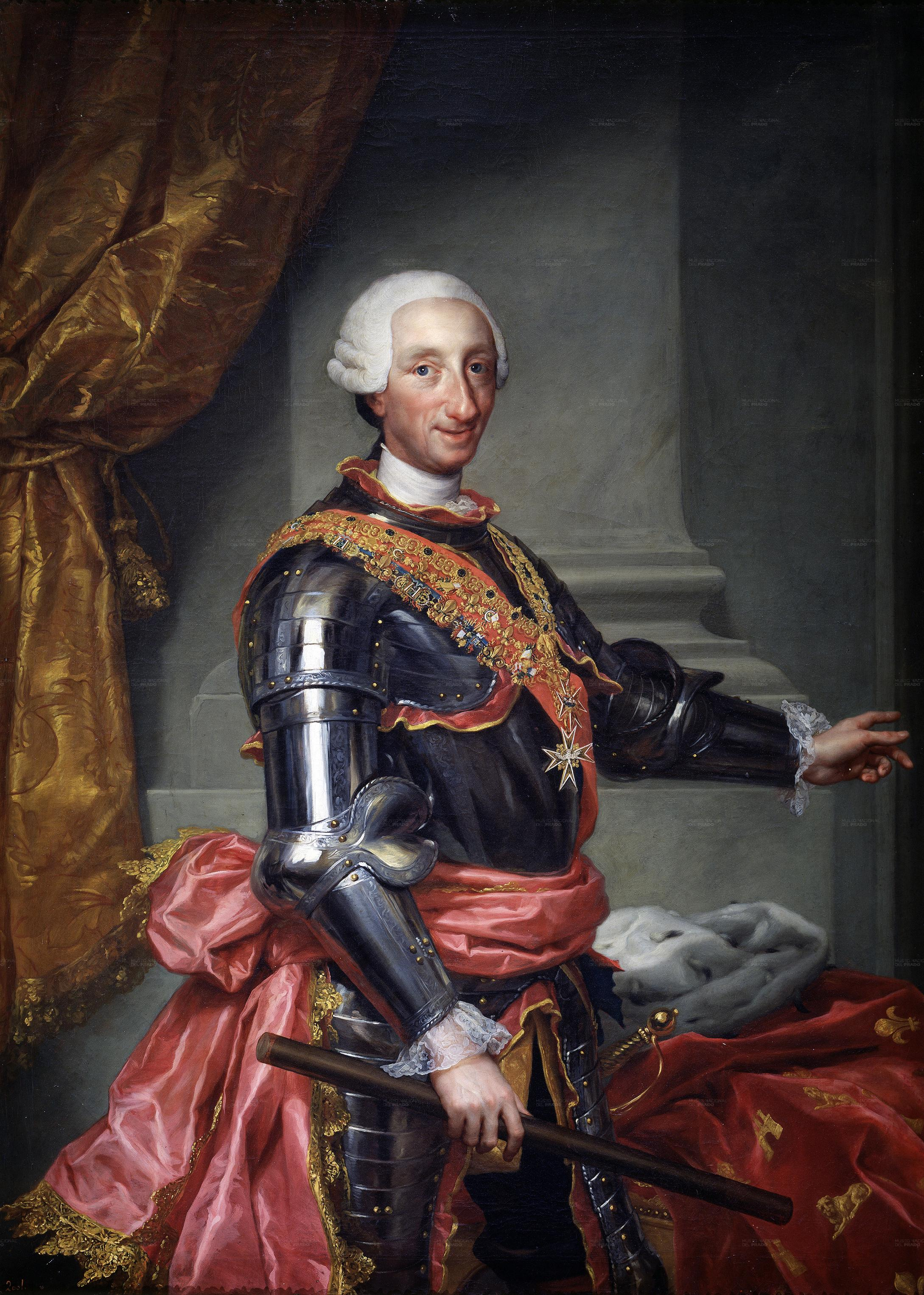
Karel III.
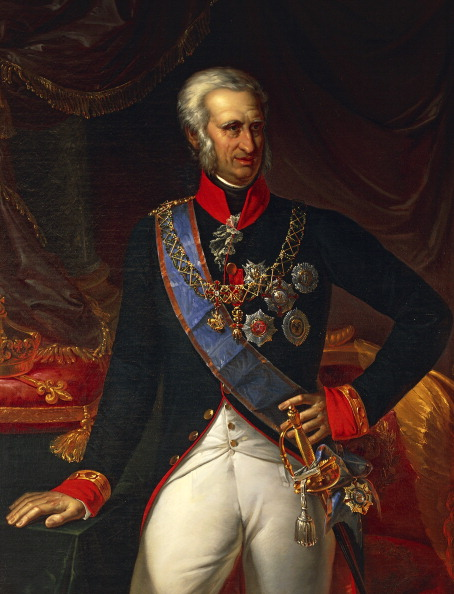
Ferdinand I.
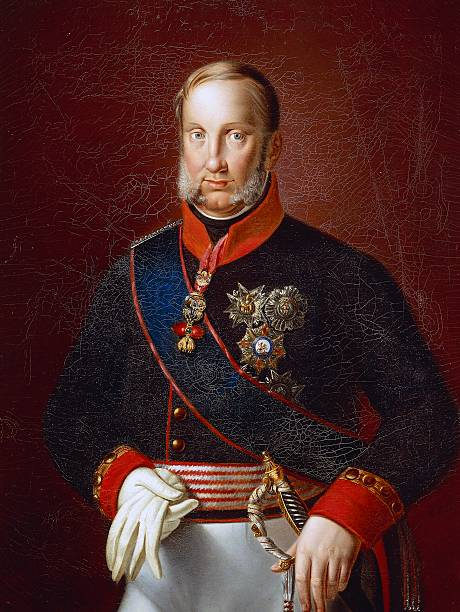
František I.
Ferdinand II.
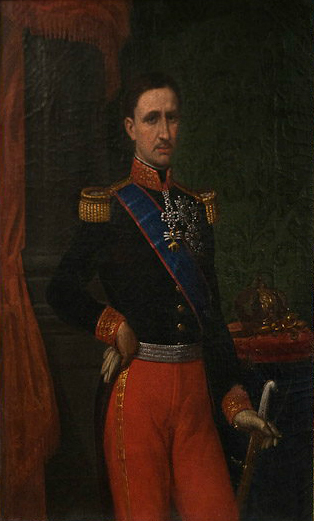
František II.

#### Bourbon-Parma
Vedlejší linii Bourbonů, Bourbonsko-parmskou (linie dynastie Bourbon-Anjou) založil syn krále Filipa V. Španělského, don Filippo (1720–1765), jenž byl druhým parmským vévodou z rodu Bourbonů.
Parmské vévodství získali Bourboni tak, že když zemřel poslední vévoda Antonín Farnese v roce 1731, stala se dědičkou parmského vévodství jeho neteř Alžběta Farnese, žena krále Filip V. Španělského. Titul vévody tak získal Filip V. Španělský a poté jeho syn Filip I. Parmský, který založil dynastie Bourbon-Parma. Parmu ale drželi v letech 1735–1748 rakouští Habsburkové Karel VI. a Marie Terezie, ta mu Parmské vévodství přenechala roku 1748 s tím, že se jeho dcera Isabella Parmská jednou provdá za syna Marie Terezie, Josefa II. V Parmě se nástupcem po jeho smrti v roce 1765 stal Ferdinand Parmský, Filipův jediný syn.
Ferdinandův syn Ludvík I. byl nucen roku 1802 postoupit Vévodství Parmské s královstvím Etrurie Napoleonovi.
Zbavena i tohoto panství, získala rodina Bourbon-Parma na Vídeňském kongresu možnost spravovat Vévodství Lucca, v očekávání, že po smrti Marie Luisy Habsbursko-Lotrinské, jim opět připadne Parma, což se také roku 1847 stalo. Karel II. Ludvík po nelehkém vládnutí nakonec roku 1849 odstupuje a jeho nástupce Karel III. je roku 1854 zabit. Na jeho místo nastoupil jeho syn Robert byl svržen revolucí v roce 1859 (která přinesla také sjednocení Itálie). Rodina odešla do exilu a z jeho dětí vzešla poslední císařovna rakouská a královna uherská a česká, Zita Bourbonsko-Parmská, první bulharská královna Marie Luisa Pia Bourbonsko-Parmská, Felix Bourbonsko-Parmský, princ lucemburský (jehož potomstvo je dnes na lucemburském trůnu) a čtvero titulárních vévodů z Parmy.
Poslední titulární vévoda z Parmy, Xaver I. Parmský, se stal karlistickým pretendentem španělského trůnu. Po jeho smrti přešly jeho výsady na syna Karla IV. Huga.

##### Parmští vévodové
- Karel I. – (1765–1802)
- Filip Parmský (syn Filipa V. Španělského) – (1748–1765)
- Ferdinand – (1765–1802), jeho syn
- Karel II. Ludvík – (1847–1849)
- Karel III. – (1849–1854)
- Robert I. – (1854–1860)

Galerie
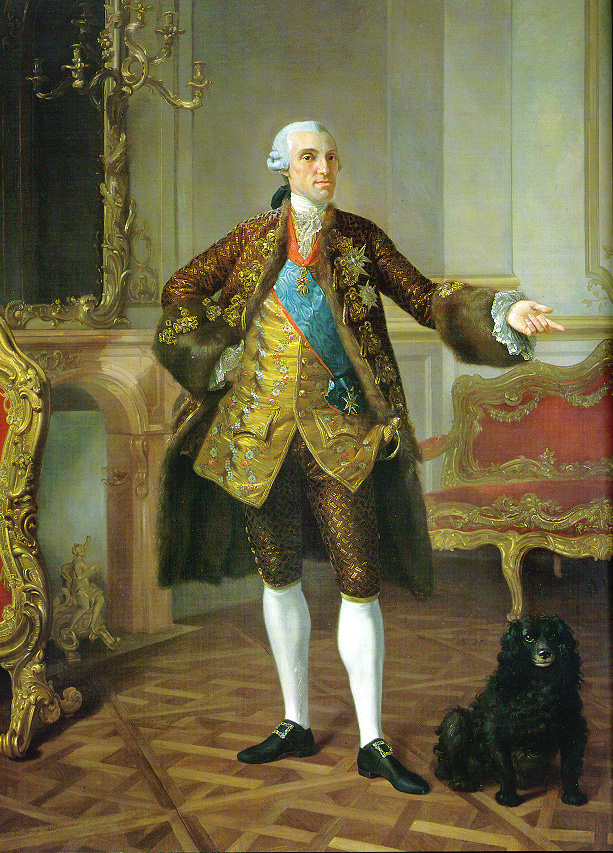
Filip I.
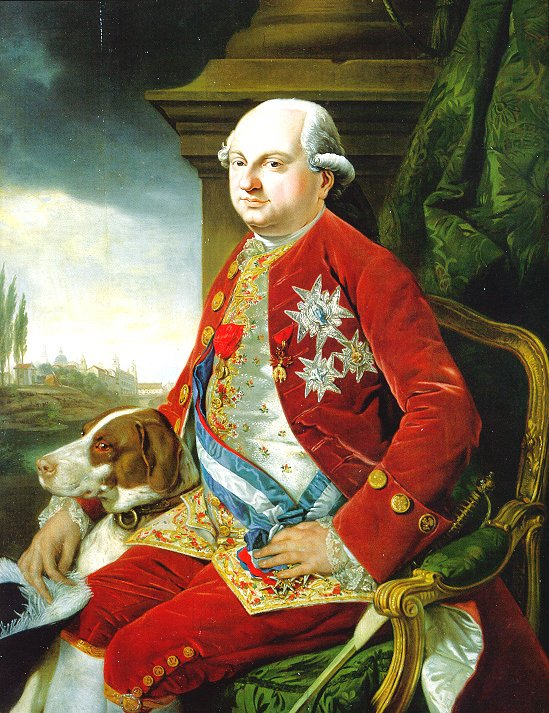
Ferdinand I.
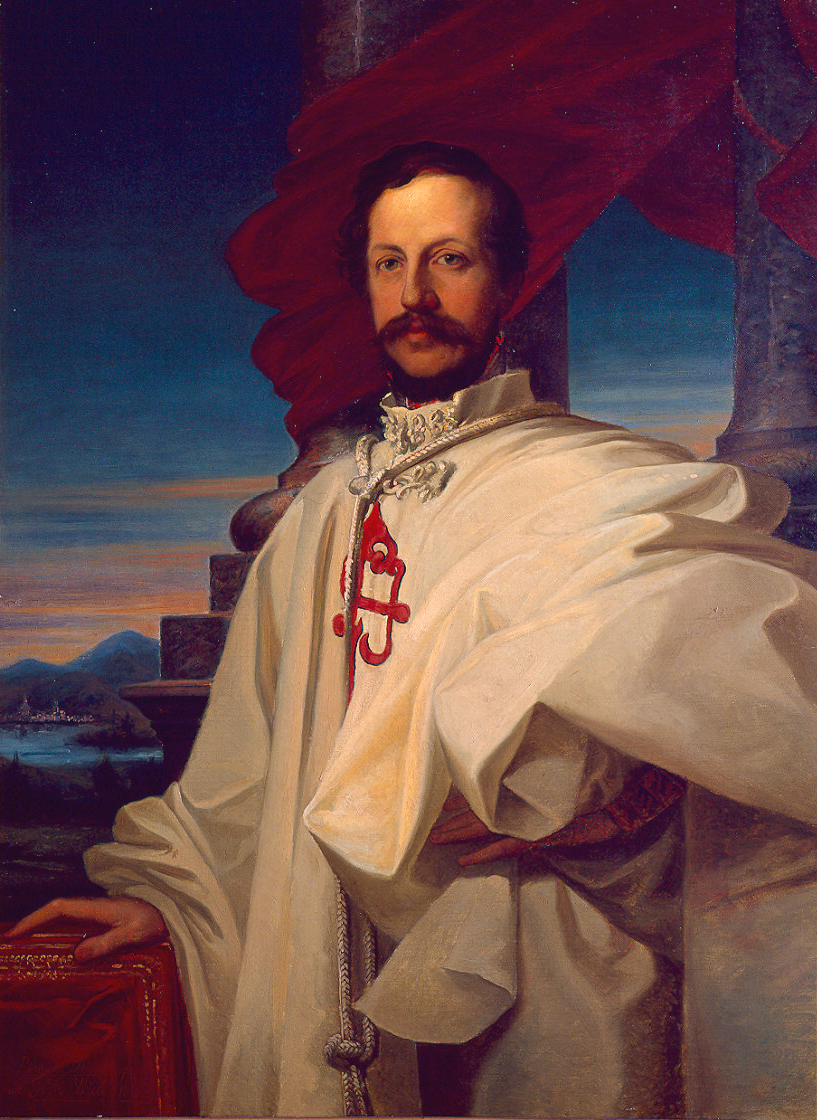
Karel II.
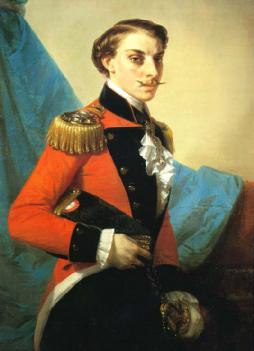
Karel III.

##### Titulární vévodové z Parmy
- Robert I. – (1860–1907)
- Jindřich Parmský – (1907–1939)
- Josef Parmský – (1939–1950)
- Eliáš – (1950–1959)
- Robert II.– (1959–1974)
- František Xaver – (1974–1977), také karlistický pretendet španělského trůnu
- Karel Hugo – (od 1977)

##### Lucemburští velkovévodové
I když i větev Nassavsko-Weilburská v mužské linii vymřela (r. 1912) a v současnosti vládne de facto dynastie Bourbon-Parma, je stále v Lucembursku de jure vládnoucí dynastie Nassau-Weilburg resp. Nassau, jelikož princ Felix Bourbonsko-Parmský (†1970), který si vzal na ženu poslední lucemburskou vévodkyni Charlottu, se zároveň vzdal svého bourbonského původu.
- Jan I. – (1964–2000), spíše známý jako Jean Lucemburský
- Jindřich I. – (od 2000), spíše známý jako Henri I. Lucemburský

## Linie rodu
- Robertovci
  - Vévodové z Hanspengau, hrabata Pařížská
    - Kapetovci – královská linie /987–1328/
      - Kapetovci – králové Francie a Navarry /1270–1328/
        - Rod de Valois
          - Královská dynastie Valois/1328–1498/
          - Vévodové d'Orleans
            - Královská dynastie Valois-Orléans /1498–1515/
            - Královská dynastie Valois-Angoulême /1515–1589/
            - Rod de Valois-St.Remy
            - Vévodové de Longueville

          - Vévodové d'Anjou
          - Vévodové de Bourgogne
            - Rod lordů of Herlaer
            - Vévodové z Brabantu a Limburgu
            - Hrabata de Nevers et de Rethel

          - Hrabata d'Alençon

        - Hrabata d'Evreux (králové Navarry)
          - Rod de Beaumont /de Lerin/

        - Vévodové de Bourbon
          - Vikomtové de Lavedan
          - Baronové de Busset
            - Hrabata de Bourbon-Chalus
            - Hrabata de Lignieres

          - Hrabata de Montpensier
          - Hrabata de la Marche et de Ponthieu
            - Hrabata de Vendôme
              - Královská dynastie Bourbon /1589– /
                - Královská dynastie Bourbon-Espagne /1700– /
                  - Královská dynastie Bourbon-Sicily
                  - Vévodové z Parmy, Piacenzi a Guastalli
                    - Velkovévodové Lucemburští /1964– /

                - Vévodové d'Orléans
                  - Královská dynastie Bourbon-Orléans 
                    - Knížata Orleans-Braganza

              - Princové de Conde a de Conti
              - Vévodové de Bourbon-Monpensier

        - Hrabata d'Artois
        - Hrabata d'Anjou et de Maine
          - Králové Sicilie
            - Králové Uherska

      - Hrabata z Dreux
        - Pánové de Bossart
        - Vévodové z Bretaně
          - Hrabata d'Avaugour

        - Pánové de Machecoul a de Vieillevigne

    - Hrabata de Courtenay
      - Pánové de Champignelles
        - Pánové de la Ferte-Loupiere
        - Pánové de Chevillon

      - Pánové de Tanlay

    - Hrabata de Vermandois
    - Vévodové de Bourgogne
      - Pánové de Montagu
      - Portugalská královská dynastie Burgundů
        - Rod de Eca
        - Rod de Torres e Portugal
        - Rod de Lancastre
          - Hrabata de Lousao

        - Pánové de Atalaya
        - Avizská dynastie
          - Vévodové de Braganca
            - Conde de Vimioso
            - Královská dynastie Braganca
              - Rod de Castro Pereira
              - Vévodové de Lafoes

            - Markýzové de Xarandilla y Flexilla
            - Rod de Castro de Portugal
            - Rod de Norona
            - Rod de Melo
              - Rod Alvares Pereira de Melo

        - Rod de Sousa
          - Markýzové de Guadalcazar
          - Pánové de Burro Mocho
          - Pánové de Sousa

        - Rod de Sousa-Chicorro
          - Pánové de Gouvea
            - Hrabata de Redondo
            - Hrabata de Linhares

          - Markýzové das Minas
          - Baronové de Alvito
            - Hrabata de Oriola

          - Pánové de Calhariz e Monfalim
            - Sousa Holstein